# 晚期罗马军队

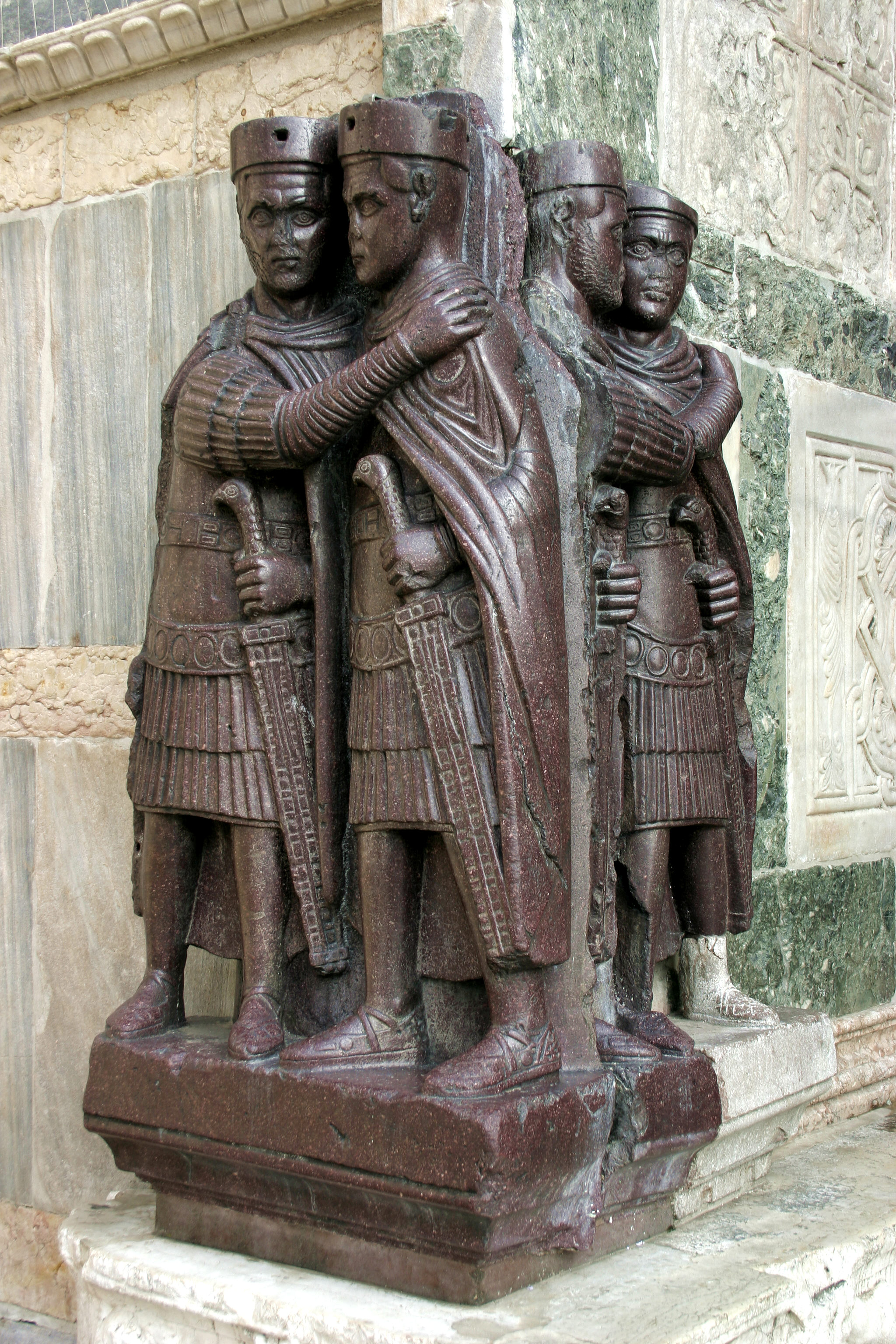
在Venice圣马可圣殿宗主教座堂反映四帝共治制的雕塑时期斑岩雕塑，图中显示了戴克里先和他的三位同僚。在左边的是戴克里先和马克西米安，东西的两位奥古斯都，即正皇帝；在右边的这是伽列里乌斯和君士坦提乌斯一世，两位凯撒，即副皇帝。请注意由于多瑙河伊利里亚人军官习俗的影响，古典晚期军官们普遍带着羊毛制的潘诺尼亚帽（作战用），以及带着鹰头剑柄的长剑

在现代学术中，古典晚期罗马军队说法始于284年即位的戴克里先，并于476年随着罗慕路斯·奥古斯都的废位而结束，囊括了整个西帝国的多米那特制统治时期。在395-476期间，罗马帝国西半部的军队逐渐解体，而东帝国，或者被称为东罗马军队 （或早期的拜占庭军队）在规模和结构上基本保持完整，一直持续到查士丁尼统治的结束（公元527-565年)。
元首制军队（公元前30年－284年）由于混乱的3世纪而经历了重大变革。与元首制部队不同，4世纪的军队严重依赖征兵，其士兵的报酬远低于2世纪。来自帝国以外的蛮族提供了比第一、二世纪军队更高比例的新兵，但几乎没有证据表明这对军队的作战表现产生了不利影响。
学术界对4世纪军队规模的估计差异很大，范围从大约40万到超过100万不等（与2世纪时期规模相似，或者大2至3倍）。这是由于当时的参考依据过于碎片化，不像2世纪军队拥有完整的记录文档。
在四帝共治下，与地方总督军政合一的元首制不同，新制度是军政分离的。
与2世纪军队相比，罗马军队结构上的主要变化是建立了规模庞大的常规卫戍部队（comitatus praesentales)，作为精锐的中央军，其规模在2万至3万之间。他们通常驻扎于王都：（东部是君士坦丁堡，而西部则是米兰)，因此远离帝国的边疆。这些军队的主要功能是阻止皇位的觊觎者扰乱治安，通常由皇帝亲自指挥。军团被分成较小的单位，规模与元首制的辅助军团相当。步兵采用了比元首制军队的骑兵更具保护性的装备。
与元首制的军队相比，骑兵在后期军队中的作用似乎没有明显的加强。有证据表明，骑兵与二世纪时期的人数和比例大致相同，其战术角色和声望仍然相似。然而，晚期罗马军队的骑兵 衍生出更加专一化功能的单位，例如（甲胄冲击骑兵和具装冲击骑兵）和弓骑兵。在4世纪后期，骑兵因其在三场重大战役中的糟糕表现而获得无能和怯懦的声誉。相比之下，步兵保持其传统的卓越声誉。
3世纪和4世纪，许多现有的边境堡垒得到了升级，使它们更具防御性，并建造了具有更强防御能力的新堡垒。对这一趋势的解释引发了一场持续的争论，即军队是采用了 纵深防御战略 还是继续采用与早期元首制相同的“前瞻性防御”姿态。后期军队防御姿态的许多因素与前线防御相似，例如位于前沿位置的堡垒，频繁的跨境行动以及同盟蛮族部落以作为外部缓冲区。无论防御策略如何，它在防止日耳曼蛮族的入侵方面显然不如1世纪和2世纪那么成功。这可能是由于蛮族在边境的压力愈发加强，或者是为了将战斗力最强的部队留在中央而使边防部队得不到足够的支持所导致的。

## 古典晚期罗马帝国军队的起源
我们关于4世纪军队部署的大部分证据都包含在一份文件中，即《罗马百官志》，记录了395-420期间罗马所有公共事务官员（军事民政都囊括在内）的手册。百官志的主要缺点是它缺乏任何人员数据，以以至于无法估计军队规模。它也是在4世纪末编制的；因此很难确定之前时间点的情况。然而，由于缺乏其他证据，百官志仍然是军队结构的核心来源。百官志也遭受了严重的资料缺失，并且在几个世纪的誊写抄录中使得中间的问题激增。
4世纪军队的主要文学来源是阿米安努斯所撰写的《历史》（Res Gestae），其幸存的书籍涵盖353至378年期间的罗马军队。玛尔切利努斯本人是一名资深士兵，被学者视为可靠和宝贵的资源。但他在很大程度上无法弥补百官志在军队单位以及实力方面的数据缺失，因为他很少有具体数字在内。第三个主要来源是5至6世纪之间在东罗马帝国下达的帝国法令的集合：狄奥多西法典（438)和民法大全（528–39)。这些罗马法律的汇编可以追溯到公元4世纪，其中包含许多与晚期帝国军队内对督查和管理的各类法规。
《军事论》（De re militari）由4世纪晚期或5世纪初的作家维盖提乌斯斯撰写，其中包含有关晚期帝国军队的大量信息，尽管其重点全在共和制和元首制时期的军队上。然而，维吉蒂乌斯严重缺乏军事经验导致写出来的东西极不可靠。例如，他说军队在4世纪晚期放弃了盔甲和头盔（他提供荒谬的解释，声称这些装备太重了），这与雕塑和其他艺术上的证据相矛盾。一般来说，他的说法太过于天马行空，除非能够得到其他史料的证实。
与1世纪和2世纪相比，古典晚期帝国军队的研究者们必须面对3世纪之后关于军队的相关记录严重缺失的问题。因为203年之后帝国不再向役满到期的辅助军团士兵发放证书（因为来自于卡拉卡拉的“善意”当时几乎所有人都已经是罗马公民）。此外，罗马军人的墓碑，祭坛和其他神殿的数量大幅减少。建筑材料（例如大理石砖上）上带有军队士兵们的浮雕的现象也趋于绝迹。但这种趋势不应被视为军队在行政管理上走向简单粗暴。来自埃及的莎草纸文稿证据表明，军队在4世纪仍保留详细的书面记录（其中大部分由于有机物分解而丢失）。最有可能的是，石制碑文的减少是由于当时风俗的变化，比如说受到蛮族兵员增加和兴起的基督教的影响。石制碑文的缺乏给我们对晚期罗马帝国的军队的研究留下了严重的史料缺失，并使得许多结论无法被确定。
A.H.M. Jones所著的《The Later Roman Empire, 284-602》（LRE）开创了全新的关于现代对古典晚期罗马军队的研究。这本1964年出版的书因为其丰富的细节和文献资料至今仍然是学者们极为重要的研究材料。当然这本书的问题在于其年代久远，在出版之后的数十年间学术界已经出现了大量的考古工作以及相关的研究。

## 四世纪军队的发展

### 一切的基础：元首制时期的罗马军队
元首制正规军由其创始人奥古斯都（30 BC – 14 AD在位)建立并使之保留至3世纪末。正规军由两种不同的军团组成，两个军团主要依靠募兵。
作为精英的罗马军团是大型步兵编队，数量在25到33之间。每个军团有5,500名兵员（所有步兵军团都保留了一支120人规模的小型骑兵部队）只招收罗马公民。辅助兵团由大约400个更小的单位（大队）组成。每个大队500人（少数可达1000人），分为大约100队骑兵，100队步兵和200队混合骑兵/步兵部队或者同规模部队。一些辅助军团被指定为“弓兵团”，这意味着它们专门用于对敌弓箭射击。因此，辅助军团几乎包含了所有罗马军队的骑兵和弓箭手，以及（从1世纪后期开始）与军团大致相同数量的步兵。辅助步兵主要在自由民内招募：那些没有公民权的非奴隶罗马住民，但是同时也接收罗马公民和住在帝国境外的巴巴里/蛮族。在那段时期，罗马军团和辅助军团几乎都部署在边境省份。能直属于皇帝并被皇帝在短时间内快速集结指挥的只有10000人左右的精英罗马禁卫军。
直到公元3世纪，军队的高级军官几乎都来自于意大利贵族。这些贵族被分为两类，一类是正式的有身份的世袭贵族（ordo senatorius），由罗马元老院的600名成员和他们的儿孙组成，以及数以千计的罗马骑士们。
世袭元老和罗马骑士将军政服役结合，组成了具有罗马特色的晋升体系，通常从罗马的一个初级行政职位开始，随后在军队中任职5至10年，最后在罗马或者各个行省担任高阶职务。这个由不到一万人所组成的小型，紧密结合的统治寡头集团在8000万居民的帝国中垄断了政治、军事和经济权力，并成功地稳定了整个帝国。在其存在的最初200年（公元前30年 – 公元180年)，帝国只遭受了一次重大内乱（即四帝之年）。其余时间极少数图谋不轨的行省总督的僭越行为都会被迅速镇压。
在军中，世袭贵族（senatorii）通常担任以下职位：
（a）legatus Augusti pro praetore（边境行省的总督，他是部署在那里的军队的总司令，也同时是该地区民政部门的负责人)
（b）雷加圖斯（罗马军团长)
（c）军事保民官（罗马副军团长)。
“罗马骑士”通常担任以下职位：
（a）埃及和一些非重要行省的总督
（b）praefecti praetorio（罗马禁卫军的指挥官，仅两位)
（c）praefectus castrorum（军团内的宿营长，军团内的三把手)及军团内其余的五名军事保民官（高级参谋军官)
（d）praefecti，辅助军团的指挥官
到了1世纪末，帝国内形成了一个特别的由非意大利人的军人所组成的罗马骑士阶层，肇因起源于皇帝在他每一年执政结束时将每个军团的primuspilus（首席百夫长）提升到骑士等级。这会使大约30名职业军人，大多数是非意大利人，加入贵族阶层。他们要比意大利的同僚们贫穷得多，毕竟这些意大利的同僚很多都仰赖于他们所凭依的家族。其中突出的是罗马化的伊利里亚人，是居住在帝国境内各省，例如潘诺尼亚（今匈牙利/克罗地亚/斯洛文尼亚)、达尔马提亚（今克罗地亚/波斯尼亚)和上默西亚的（今塞尔维亚)伊利里亚语部落的后裔，以及邻近的[默西亞 (羅馬行省)|下默西亚]（保加利亚北部)和马其顿行省居住的色雷斯人。从图密善时期（81–96在位)开始，当超过一半的罗马军队部署在多瑙河地区时，伊利里亚和色雷斯省成为最重要的辅助兵团募兵基地，后来也成为罗马军团的最重要的兵员来源。

### 三世纪时期的发展

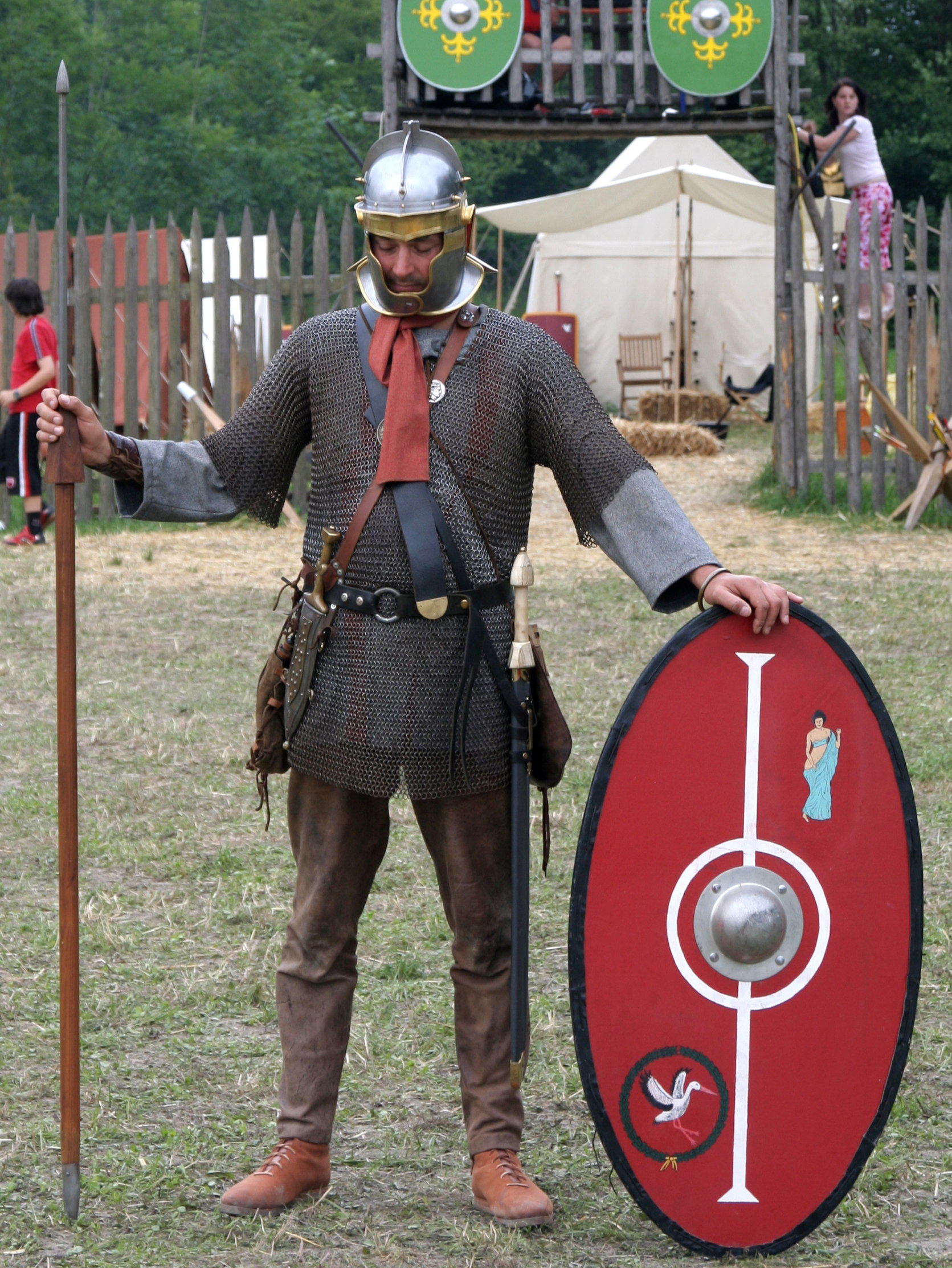
图中是一位穿着典型的3世纪末步兵装备的古罗马军装爱好者。头盔是Niederbieber式样，盔内侧顶部有交叉状的加强金属脊，可以使护颊被扣在一起。剑则是 spatha（长度在 900 毫米/36 英寸上下)，在一至二世纪只有罗马骑兵才会使用。这名士兵携带着spiculum，是一种罗马重型标枪。他还装备着被称为（lorica hamata的锁子甲)，还拿着椭圆形的盾牌。他的服装则包括了长袖的丘尼卡，长裤以及靴子。四世纪的步兵装备与三世纪的非常相似，但是重型标枪已经被另一种重型穿刺标枪（hasta (spear))所替代，而头盔则被“Late Roman ridge helmet样式的头盔所代替”。

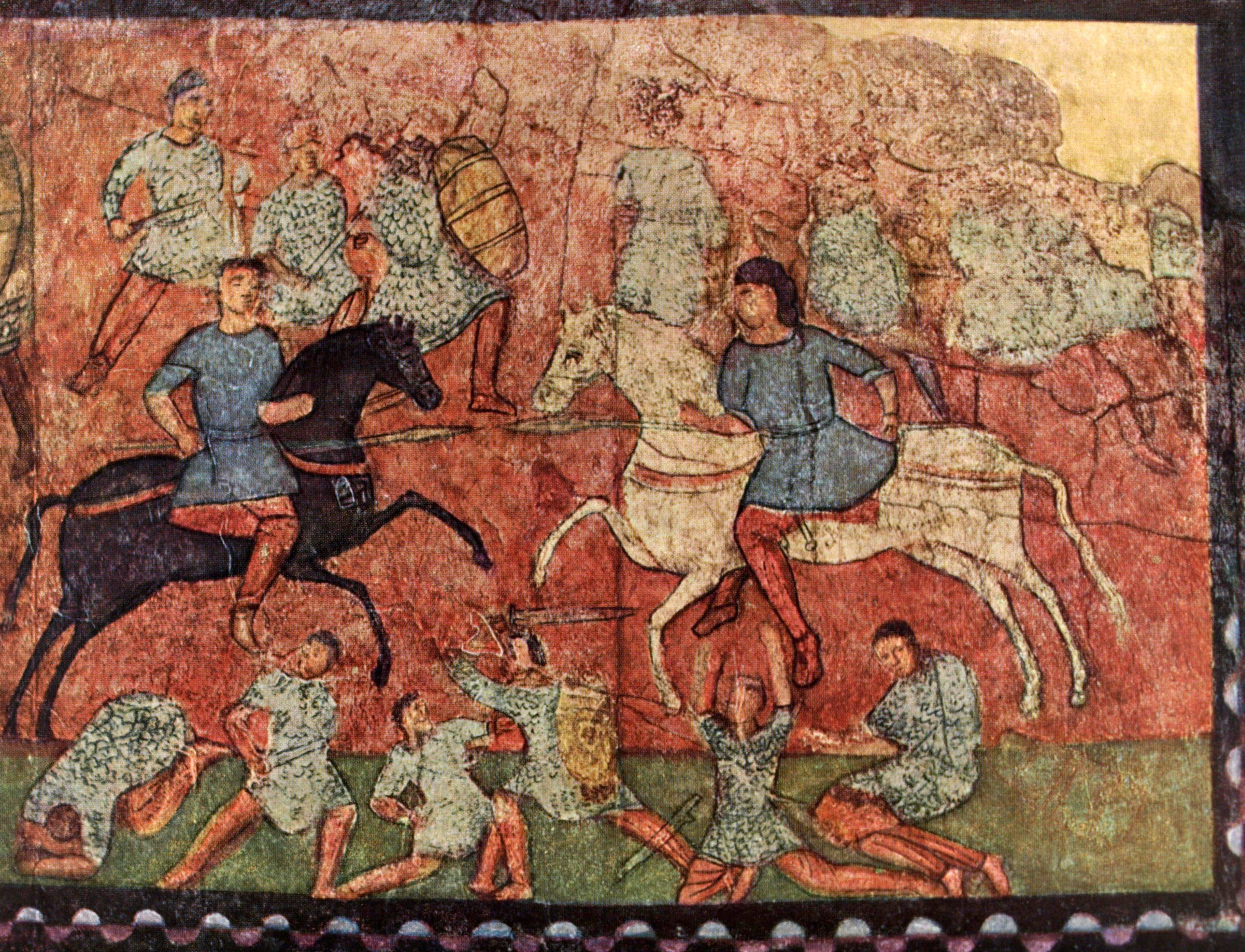
罗马边境城市杜拉欧罗普斯的湿壁画，时代可以追溯至公元250年。中央是未穿装备的轻骑兵在发起冲锋，上下则是步兵在使用罗马长剑作战；他们穿着及膝长的鳞甲，有些甚至包括双臂

3世纪初军队的开创性发展是由 卡拉卡拉皇帝（211-18在位）颁布的212年的安东尼努斯敕令所带来。这赋予了帝国所有自由居民罗马公民身份，结束了无公民权自由民的二等地位。这条法令打破了罗马公民的罗马军团和自由民组成的辅助军团之间的区别。在1世纪和2世纪，军团是意大利“宗主国”在其藩属中占主导地位的象征（和担保人）。在3世纪，他们不再在社会上优于那些外来者们（尽管他们可能在军事方面保留了他们的精英地位），同时军团特殊的盔甲和装备（比如说罗马环片甲)也被逐步淘汰。
因为意大利世袭贵族在军队中的高层逐渐被出身于自由民的前头等百夫长所取代，高级文职和军职之间交替任职的传统晋升体系在2到3世纪的交际于是被逐渐废弃。。在公元3世纪，只有10％的辅助军团的长官来自于意大利的罗马骑士，而前两个世纪的比例则是大多数。与此同时，垄断军方上层的世袭贵族也被罗马骑士所取代。塞普蒂米乌斯·塞维鲁（197至211年间在位）任命了三个出身于自由民的首席百夫长作为他所组建的三支新军团的新长官，而加里恩努斯（260–68）对所有其他军团也如法炮制，给予他们praefectus pro legato（“代行军团长官”）的头衔。这些新晋的罗马骑士团体的崛起为军队提供了更专业的将领，但却促进了雄心勃勃的将军的军事叛乱的概率。3世纪发生了无数次政变和内战。很少有3世纪的皇帝能长留帝位或是寿终正寝。
皇帝对频繁产生的不安全状况迅速做出了回应，他们逐渐建立了一支可以快速集结的部队。这些被称为扈从军（原意“护卫”，之后衍生出英文单词“committee”，即委员会）。 除了帝国禁卫军的10,000名成员，塞普蒂米乌斯·塞维鲁还设立了第二帕提亚军团，驻扎在罗马附近的阿尔巴诺拉齐亚莱，这是自奥古斯都以来第一支驻扎在意大利的军团。他从边境驻扎的骑兵队里调剂人员，将equites singulares Augusti，即帝国护卫骑兵的数量增加了一倍，使数量增加到了2000人。他的扈从军规模因此达到了17000人，相当于31个步兵大队和11个骑兵大队。之后的皇帝们一直采取强化中央军的政策，这个趋势在君士坦丁一世（312–337年在位），他的扈从军规模可能已有10万人，达到了军队总数的四分之一。
在加里恩努斯统治时期，一些高级军官被他任命为都督（复数形式：duces，即中世纪公爵的起源），以指挥所有的护卫骑兵。军队内包括了equites promoti（从军团中分离的骑兵支队），以及伊利里亚轻骑兵（equites Dalmatarum）和盟邦蛮族骑兵（equites foederati）。在君士坦丁一世的统治下，骑兵的长官被封予骑兵长官的头衔（magister equitum）magister equitum，在共和国时期这一职责由狄克推多的副手担任。但根据过去的学者们所描述，早期这个职位并未暗示那个时期有过一支独立的纯骑兵军队的存在。两名骑兵长官麾下的军队混有步兵和骑兵，而且仍以步兵为主。
3世纪军团的规模逐渐缩小，甚至还有一些辅助单位夹杂其中。军团被分解成较小的单位，这可以通过在英国遗留下来的传统大型基地遗址来证明，他们的规模随着时间逐渐缩小，最终被放弃使用。此外，从2世纪开始，一些从母单位内被分离出来的子单位最终形成了新的作战单位，例如2世纪初位于达契亚的伊利里亚骑兵分队（vexillatio equitum Illyricorum）和驻扎在英格兰的的equites promoti与numerus Hnaufridi。这导致了4世纪各种新单位类型的衍生，这些作战单位的规模通常少于元首制时期的军队建制。例如，在2世纪，布旗队vexillatio（衍生自 vexillum 即“军旗”之意）是从罗马军团/辅助军团分离出的部队单位，既可以是步兵也可以是骑兵。而在公元4世纪，它通常作为精英骑兵团的建制出现。
从3世纪开始军队内开始有记录出现以蛮族部落的名字命名的正规小型部队单位（而不是以自由民部落的名字为名）。这些部队是蛮盟佣兵foederati（对罗马有军事义务的盟军)转化过来的正式部队建制，这一趋势将在4世纪越发明显。驻扎在不列颠的第一萨尔马提亚骑兵大队，可能是由马可·奥勒留在175年送去驻扎哈德良长城的5,500名萨尔马提亚骑兵俘虏中的一部分组成的。当然至少在公元3世纪时期，还没有史料充分证明非常规建制的蛮族民兵部队成为了元首制时期罗马军队的一部分。

### 三世纪危机

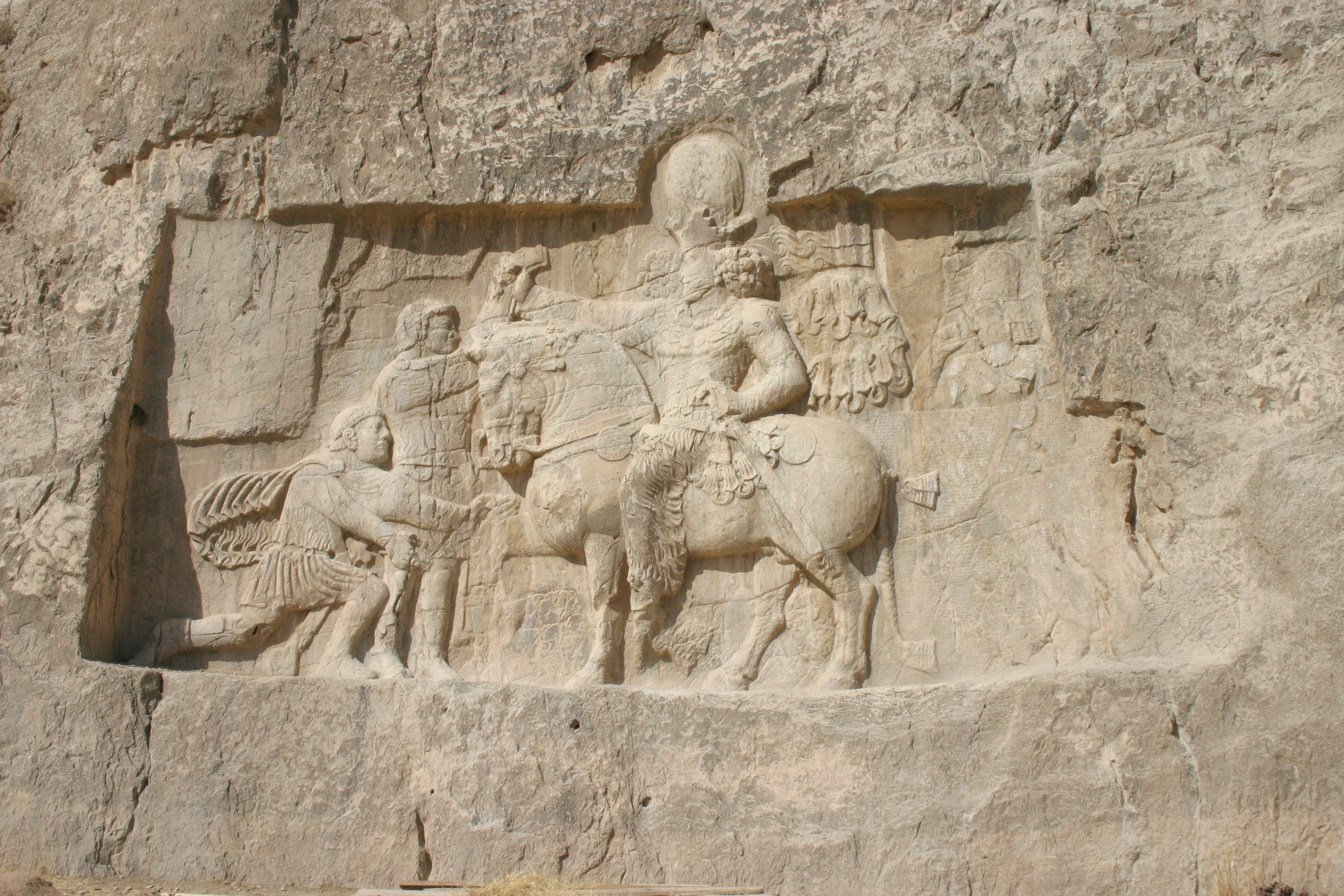
（左侧跪着的）瓦勒良被（穿着盔甲的）萨珊沙阿 沙普尔一世在259年的埃德萨之战中俘虏后跪着求饶，这是帝国在3世纪后期遭受的最屈辱的军事灾难。该岩石浮雕 位于设拉子附近地区Naqsh-e Rostam

3世纪中叶，帝国陷入极为严重的军事和经济危机 251-271的一系列军事上的灾难表现使得高卢、阿尔卑斯地区和意大利、巴尔干半岛和东方地区被阿勒曼人、萨尔马提亚人、哥特人和波斯人占领，几乎导致帝国解体。与此同时，罗马军队还要努力应对毁灭性瘟疫的影响，现在该流行病被认为是天花，251年始于塞浦路斯的塞浦路斯大瘟疫，并且在270年时仍然在肆虐，还可能带走了克劳狄二世皇帝的性命（268–270年间在位）。而根据二世纪后期安敦尼疫病爆发时期所遗留下来的史料来看，极有可能就是天花，当时帝国内15%-30%的居民因此病歿。根据佐西穆斯的记载，实际情况可能远糟于此。军队以及他们所居住的（同时主要是招募的来源地）边境省份，因为他们人员集中且被频繁调动，使得这些地区成为了瘟疫的重灾区
3世纪的危机开始了社会经济影响的连锁反应，这对古典晚期军队的发展具有决定性作用。由于瘟疫造成的严重破坏和税基锐减的二者结合使得帝国政府破产，帝国中央决定生产大量成色低下的货币，比如安东尼尼安努斯，作为作为当时支付帝国军队薪水的银币，在215年到该世纪的60年代的数十年里成色降低了95%。即使用相同质量的贵金属可以制作20倍的硬币。这导致价格疯狂通胀：例如，戴克里先的小麦价格是元首制时期的67倍。货币经济崩溃，军队不得不依靠征收食品换取补给以维持。军队征税毫无公平可言，使得他们所驻扎的边境省份遭到毁灭性的打击。士兵的薪水毫无价值可言，这使得军队的新兵减少到仅能维持军队建制存在的水平。这样的状况使得境内的公民不愿从军，帝国政府被迫使用强制征兵的手段而同时因为瘟疫又减少了大量的人口，帝国不得不大量招募蛮族进入军队。到4世纪中叶，蛮族兵员达到了新兵总数的四分之一（精英军团内甚至超过三分之一），比1世纪和2世纪的比例都要高得多。

### 多瑙河军人集团

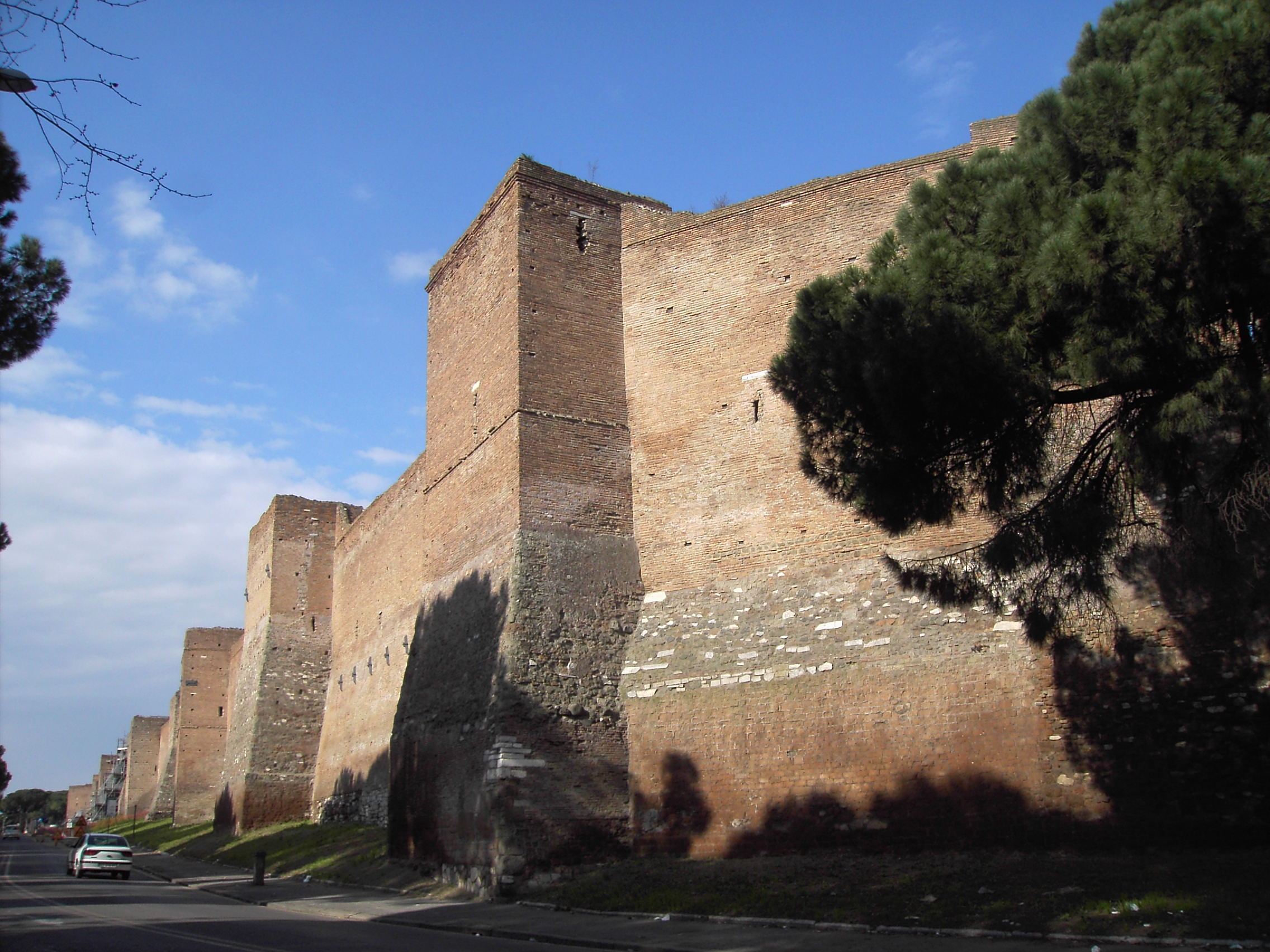
由奥勒良270年在罗马修建的奥勒良城墙。这是自公元前650年在高卢人洗劫罗马而建造塞维安城墙之后的第一座新城墙，它象征着3世纪时期帝国各处都存在的不安感。原始高度：8米（25英尺）。之后在410罗马被洗劫后增高到16米（52 英尺）。城墙和塔楼本都有圆形的城垛，不过只有极少部分留了下来，至今只有19公里留存

到了公元3世纪，罗马化的伊利里亚人和色雷斯人，大多来自罗马骑士们及他们的后代，垄断了军队的高级官员位置。直到最后，多瑙河军事高官们夺取了对国家本身的控制权。268年加里恩努斯（260–268年间在位） 被伊利里亚和达契亚的高级军官组织的政变推翻，其中包括了他的继任者克劳狄二世和奥勒良（270–275年间在位）。以及他们的继任者普罗布斯（276–282年间在位），戴克里先（284–305年间在位）以及四帝共治的同僚们组成的永久性的军政府。他们可以是出生在同一个省，（有些甚至出生在同一个城市，比如上默西亚的军队驻地西尔米乌姆）的老乡们，或者是曾在同一军团中服役的同僚们。
伊利里亚军官团以一连串的胜利扭转了251-71年间发生的军事灾难，其中最为出名的的是克劳狄二世在纳伊苏斯战役 战胜了规模极为庞大的哥特人部队，这对哥特人打击甚为沉重，以至于哥特人直到一个世纪之后的亚德里安堡战役（378）之后才再次成为帝国的严重威胁。
伊利里亚皇帝或多瑙河皇帝特别关注在危机期间由于瘟疫和蛮族入侵造成的边境省份人口减少现象，因为这个问题在他们自己所在的多瑙河省份尤其严重。因为缺乏人力，这些省份的耕地大量荒废。因此，为了应对人口减少对军队招募和供应构成的严重威胁，伊利里亚军政府采取了一项积极的政策，将被击败的蛮族部落居民大规模地重新安置在帝国领土上。 奥勒良在272年将大量卡尔皮人迁了潘诺尼亚。（此外，到275年，他撤销了达契亚省，将整个省人口迁移到了默西亚，动机与之前相同）。记录档上有记载提到他的继任者普罗布斯在279、280年将100,000名巴斯塔奈人以及后来还有相当数量的格皮德人、哥特人和萨尔马提亚人迁移至默西亚。戴克里先之后持续地执行这项政策，根据维克多的记载，他转移了297个大量的巴斯塔奈、萨尔马提亚和卡尔皮的部落到边境省份。虽然这些人在帝国定居的确切条件未知（说法多种多样），但共同特征是给予蛮族土地换来的就是兵役或者远高于其他省份份额的征兵名额。从罗马政府的角度来看，这项政策有三重好处，即削弱敌对部落，重建受瘟疫蹂躏的边境省份（将其废弃的田地重新养护起来）并为军队提供一流的新兵。这也受到了蛮族囚犯的欢迎，他们对帝国可能会给予他们土地的政策感到高兴。在4世纪，这些蛮族群体被称为军户。
伊利里亚王朝出的皇帝统治帝国一个多世纪，直到379年才结束。事实上，直到363年，权力都一直由当初建立军政团体的成员后代所掌握。君士坦丁一世的父亲君士坦提乌斯在戴克里先的四帝共治政府中任职凯撒（西部的副皇帝）。君士坦丁的孙子尤利安统治到363年。这些皇帝将军队成功地恢复到危机前的实力，但他们也只关心军队的需要和利益。他们也与拥有帝国的大部分土地的富裕罗马元老们的家族脱节。这反过来又在罗马贵族中产生了一种与军队疏远的感觉，这种感觉使得从4世纪后期元老们开始抵制军队对帝国的无止境兵员和物资需求。

### 戴克里先

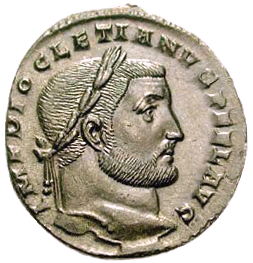
戴克里先（284–305年间在位）对罗马军队和政府都做了大范围的改革，这是其年间发行的铜币福利斯

戴克里先被公认为最伟大的伊利里亚人皇帝。戴克里先大规模在行政，经济和军事施行的改革旨在为军队提供足够的人力，物资和军事基础设施。用一位历史学家的话来说，“戴克里先......把整个帝国变成了一个有条不紊的后勤基地”（用以为军队提供补给）。

#### 戴克里先时期的军事指挥结构
戴克里先的行政改革的双重目标是确保政治稳定，并提供必要的官僚和基础设施，以提高军队所需的新兵和兵役。在最高层，戴克里先设立了四帝共治制。这将帝国划分为两个部分，东部和西部，每个部分由奥古斯都（皇帝）统治。每个奥古斯都将依次任命一名名为凯撒的副手，他将作为他的执政伙伴（每个人都被分配到帝国的四分之一）并指定继任者。因此，这个四人小组可以灵活地应对多重和同时的挑战，并提供合法的继承。当然后者未能实现目标，在3世纪由于多次篡位而造成的灾难性内战仍然在四世纪重演。实际上，如果为每个篡位者提供潜在的大量的护卫部队来强制执行他的主张，情况可能会变得更糟。戴克里先自己退休后就眼睁睁地看到他的继任者为了权力而互相争斗。但是，将帝国划分为东西两半，同时认识到地理和文化现实，被证明是持久的；东西分治仍然使得帝国为一整体，不过在395之后便成为永久性的分裂。
戴克里先改革了省政府，建立了一个三层的省级层级，取代了以前的单层结构。最初的42个省份的数量几乎增加了两倍，大约在120上下。这些省份归属于12个区域，被称为管区，每个管区都有一名代理官，然后再归属于4个近卫大区，以对应于分配给四位君主（凯撒和奥古斯都）的辖区，每个领土都由一名近卫司政官（请勿与具有相同头衔的罗马禁卫军长官的名称混淆）。级政府这种分割的目的是通过减少他们各自控制的力量来减少地方总督军事反叛的可能性。
此外，为了提供更专业的军事领导，戴克里先将军队体系从行省的民政机构中分离出来。边境省份的省长被剥夺了驻扎在那里的部队的指挥权，转而将这全力交给称为duces limitis（“边防都督”），在戴克里先时期可能任命了大约20个边境都督。大多数的都督只指挥一个省份的驻军，但少数几个都督控制了超过一个省份的都督，例如“第一潘诺尼亚和诺里奇行省都督”，即“dux Pannoniae I et Norici”。然而，在更高的层次上，军事和行政指挥仍然统一在管区代理官和近卫司政官名下。此外，戴克里先还完成了对元老院阶级的排挤，元老院阶级仍以意大利贵族为主导，除意大利外，元老院贵族不得担任一切高级军事指挥和最高行政职务。

#### 人力
为确保军队获得足够的新兵，戴克里先施行了自罗马共和国时代以来首次对罗马公民进行系统的年度征兵制度。此外他可能颁发了一道最早记载于313年的法令，强制正在服役的士兵和退伍军人的子弟入伍。
戴克里先时期，军团的数量，可能还有其他军事单位建制，增加了一倍多。都增加了一倍多。但军队的总体规模不可能增加得那么多，因为单位兵力似乎减少了，在某些情况下还大大减少了。例如军团编制，相比于元首制时期的5500人规模，戴克里先的新军团只有1000人。也就是说，新军团可能只增加了军团总人数的15%左右。即便如此，学者们普遍认为戴克里先大幅增加了军队人数，至少增加了33%。

#### 补给
戴克里先主要关注的是将向军队提供粮食供应置于合理和可持续的基础上。为此，皇帝结束了对军队能够任意在当地征收粮食税（indictiones）的权利，因为军队的负担主要落在边疆各省，这样做会毁了当地的经济。他建立了一种每年定期征税indictiones（“税款征收”）的制度，要求征收的税款预先设定为5年，并与各省的耕地数量有关，并以全帝国范围内的土地、农民和牲畜的彻底普查为后盾。为了解决某些地区农村人口减少的问题（以及随之而来的粮食减产），他下令在元首制时期可以自由迁徙的农民们，绝不能离开他们在普查中所登记的地方（法律术语称'origo'）。 这项措施将佃民及其后代捆绑在了他们的地主的庄园内。

#### 军事基础设施
在恢复军队规模的同时，戴克里先的努力和资源集中在沿着帝国所有边界的防御基础设施进行大规模升级改造，包括新建堡垒和战略性军用道路。

### 君士坦丁一世

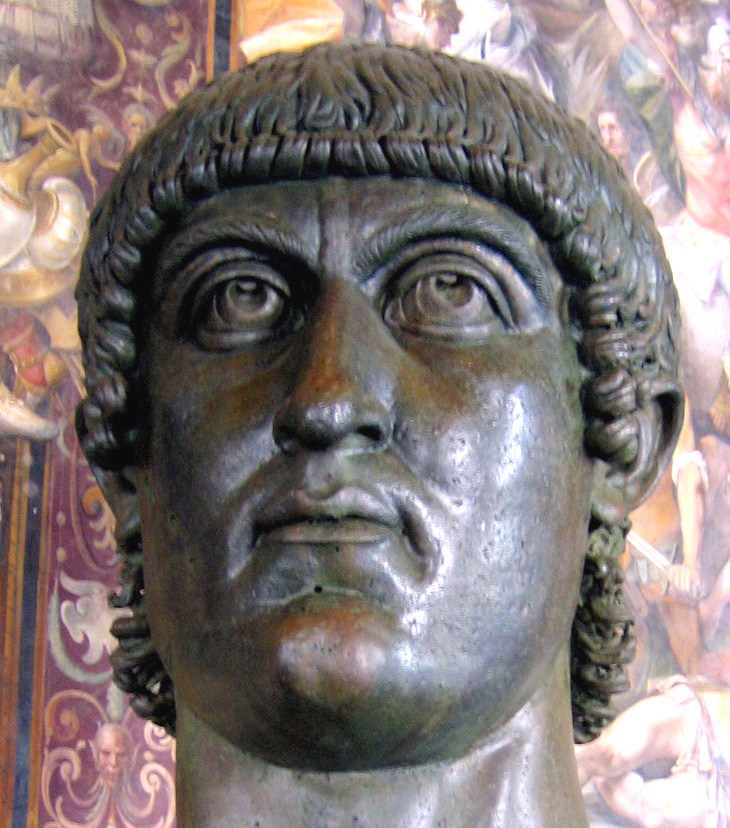
君士坦丁一世（312–337年在位），有史以来第一位建立了大规模的扈从军（帝国护卫军）并将军队分为野战军（comitatenses）和边防军（limitanei） ，使罗马后期的军队产生了《百官志》中所描述的结构。图为卡比托利欧博物馆所展出的君士坦丁胸像的一部分

在312年击败马克森提乌斯后，君士坦丁解散了罗马禁卫军，结束了后者长达300年的存在。虽然当时的原因是禁卫军支持他的竞争对手马克森提乌斯，但因为皇帝现在很少居住在罗马，驻扎在那儿的军队也就毫无意义了。原先护卫皇帝的禁军骑兵，equites singulares Augusti，即罗马禁卫军附属骑兵队，也就被御林军所取代。这些精锐的骑兵团在君士坦丁即位时便存在，可能是由戴克里先创立的。
君士坦丁将他的护卫军队拓展成一支占有永久主导地位的军事力量。他将边境的部分军力回收并创建了两支新的部队：更多的骑兵单位“布旗队”和步兵单位“辅助步兵团”。扩大规模后的扈从军由两名新军官指挥，一位步军长官负责所有的步兵部队，一位骑兵长官负责骑兵部队。扈从军被正式命名为野战军，以区别于（边防军）。君士坦丁的扈从军规模不详，但根据佐西穆斯的说法，君士坦丁在对马克森提乌斯的战争中动员了98,000名士兵。很有可能军队中的大多数士兵都直接来于他的扈从军。如果接受君士坦丁军队人数约为40万的说法，那么这些士兵约占正规军总数的四分之一。当世学者们一直在讨论为何君士坦丁要保留如此庞大规模的扈从军，一般传统观点认为，君士坦丁将其认作一种战略储备以用于对抗大规模入侵帝国腹地的蛮族军队，或者作为跨越边界征讨蛮族的大型远征军的主力。但更多的近代学者则认为其主要功能是为了防止潜在的篡位者而做的保险措施。（请参照下面会论及的古典晚期罗马军队的战略）。
君士坦丁一世完成了军事机构与行政结构的分离。管区代理官和近卫司政官失去了他们的战地指挥权，成为了纯粹的行政官员。然而他们在军队事务中发挥了核心作用，因为他们仍然负责部队兵员招募，军饷以及最重要的提供补给。但是当时的边区都督究竟是直接汇报给皇帝，还是扈从军的两位长官，到现在仍然未知。
此外，君士坦丁似乎重新组织了多瑙河沿岸的边防部队，分别用新的骑兵连“cunei”和辅助军团“auxilia”代替原来的骑兵大队“alae”和步兵大队“cohortes”目前还不清楚新式部队与旧式部队有何不同，但驻扎在边境的部队（相比于扈从军内的建制）要小上许多，只为原来的一半左右。但除了多瑙河/伊利里亚以外的地区还是得以保留了旧的建制。
5世纪的历史学家佐西穆斯强烈批评他建立过于庞大的扈从军的做法，指责君士坦丁破坏了他的前任戴克里先的加强边防的工作：“由于戴克里先的远见卓识，罗马帝国的边境到处都是城市、堡垒和塔楼...整个军队都驻扎在边境，所以蛮族不可能突破...但君士坦丁把大部分军队从边境撤走，驻扎在不需要保护的城市里，从而毁掉了这一防御体系。”佐西穆斯的批评可能是过分的，因为在戴克里先时代扈从军就已经存在，君士坦丁做的无非是为了扩张扈从军组建了全新的军团并合并了旧有的建制然而君士坦丁的扈从军的主要来源便是从边境调动回来的边防军人们撤回大批的边防部队的行为终究还是提高了蛮族大规模突破边境进入帝国腹地的风险。

### 四世纪后期

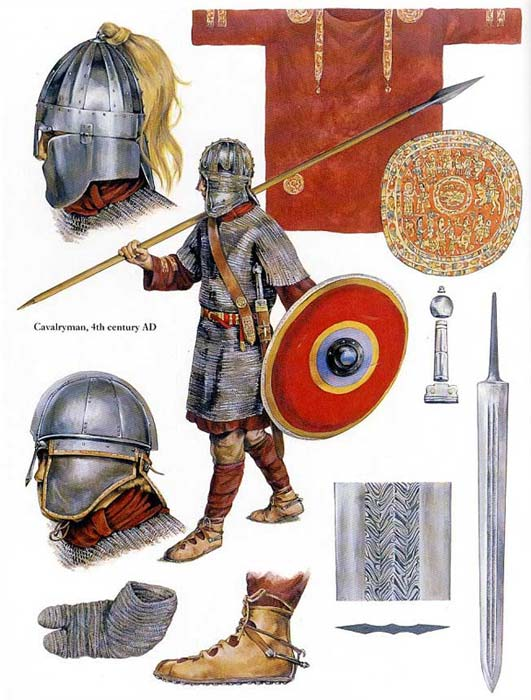
四世纪罗马騎兵

随着337年君士坦丁的去世，他的三个儿子君士坦丁二世、君士坦斯一世和君士坦提乌斯二世，将帝国三分，分别统治西部（高卢、英国和西班牙）、中部（意大利、非洲和巴尔干半岛）和东部。他们每个人都接收了他们父亲的扈从军的一部分。到了353年，只有君士坦提乌斯存活下来，但这三支扈从军永久性地驻扎了下来，分别在高卢、伊利里亚和东部。到了四世纪六十年代，边境都督都直接向当地的中央扈从军长官直接汇报工作。然而除了地区性的扈从军外，君士坦提乌斯还保留了一支随时可动用的部队，被称之为常备扈从军（Comitatus Praesentalis)。而三个扈从军所在的地区的扈从军的数量却在不断增加，直到《百官志》（约公元400年），西部有6支野战军，而东部则有3支。这些对应于西部的边境管区，在西部则对应不列颠、三部高卢（阿基坦高卢、卢格敦高卢和比利时高卢）、伊利里亚西部（潘诺尼亚）、阿非利加和西班牙；在东部则对应着：伊利里亚东部（达契亚）、色雷斯和东方。相对的扈从军指挥官开始对口于行政部门的长官管区代理官，控制着管区内的所有部队，其中包括了边区都督。因此，在这一时间点上，平行的军事/民事行政结构可归纳如下：
| 层级     | 军事长官                          | 民政长官   |
| -------- | --------------------------------- | ---------- |
| 行省     | 边区都督                          | 督查官     |
| 管区     | 大元帅（东部）/野战军司令（西部） | 管区代理官 |
| 近卫大区 | 奥古斯都/凯撒                     | 近卫司政官 |

区域性的扈从军的产生是对君士坦丁强干政策的部分逆转，实际上证明了佐西穆斯对君士坦丁批判，边防军缺乏中央对此的有效支持。
尽管地区性的扈从军数量激增，不过帝国中央的扈从军仍然存在，在《百官志》撰写时期有三支常备扈从军的存在，每支定员20000-30000上下，总计仍有75000人。如果接受当时军队人数约为35万的说法，扈从军仍占总军队规模的20-25%。不晚于365年且仍然能留在扈从军中的军事单位，一概被统称为中央军（直译为“来自宫中”），是所谓野战军的高级形式。于是军队内的部队单位被分为四个等级，代表着不同的质量，声望与薪酬。以降序排列的话便是御林军、中央军，野战军和边防军。

## 军队规模
由于当时留存相当多详细可究的证据，现代学者对公元1世纪和2世纪罗马军队的规模有广泛的学术共识。然而，关于4世纪陆军的规模，众人对此莫衷一是。由于缺乏关于编制人数的证据，导致对陆军后期力量的估计大相径庭，范围从约400000（与2世纪大致相同）到100万以上。主流学者主要分歧在于有些人认为实际是400000的“较低值”以及600000的较高值。

### 庞大的军队规模假说
一些传统的学者观点认为，4世纪的军队比2世纪的军队大得多，规模应该是原来的两倍。6世纪后期的作家阿伽提乌斯给出了645,000的数字，推测是君士坦丁一世时期的巅峰值。这个数字可能包括舰队的海军士兵，那陆军人数大致在600,000左右。佐西穆斯将312年包括君士坦丁皇帝在内的所有皇帝的军队总数相加，于是得出了581,000的总数。A.H.M. Jones所撰写的《古典晚期帝国》（1964），包含了对罗马古典晚期的军队各类的基础研究。他以自己对建制兵力的估算方法应用在百官志的所列的单位上，从而得出了600,000的总数。（海军除外）
然而，琼斯的600,000的数字是基于对边防军人数的估算，可能远高于实际值。琼斯根据戴克里先时期使用的莎草纸所写的工资支给文件证据证明计算了埃及的建制人数。但R. Duncan-Jones对史料进行严格的重新评估后得出的结论是，琼斯的建制人数高估了2-6倍。例如，琼斯估计边境的军团编制在3000人左右，而其他的单位大致有500人上下。但Duncan-Jones的修订发现，边境驻扎的军团规模仅为500人，骑兵大队只有160人，骑兵队只有80人即使考虑到其中一些单位可能是某个大单位的分队，戴克里先的单位兵力很可能远低于早期
特里高德在对拜占庭的军力考察上认可了大规模的古典晚期军队的说法。特里高德认为吕底亚的约安尼斯所给出的389,704人的数据对应的是戴克里先刚继位的285年，佐西穆斯所给出的581,000人对应的则是312年的数据。Treadgold估计军队的规模在235-285年保持不变，在285-305年迅速增加了50%，在之后的90年间（305-395）大致保持不变
但是特里高德的分析在以下几个方面受到批评：
1. 军队规模在235和285之间保持不变的结论似乎难以置信，因为这一时期出现了三世纪危机，在此期间，塞浦路斯大瘟疫的影响，无数的内战和毁灭性的蛮族入侵严重削弱了军队的招募能力。
2. 如果吕底亚的约安尼斯给出的39万的数字如果是戴克里先刚开始统治的兵力的话，那么这个数字是值得怀疑的，根据学界的研究，这个数字更像是戴克里先扩员成功后的最高兵力。
3. 特里高德声称戴克里先将军队数量增加了50％以上，被另外一名学者希瑟认为难以置信，他指出即使增加三分之一的人力也要付出极大的努力。[94]
4. 特里高德的估计是根据佐西穆斯提供的君士坦丁军队的数据得出的，而佐西穆斯是一个著名的不靠谱的编年史学家[95][96]无论是在一般情况下，还是在具体数字方面：例如，在他的记载中，帝国在357年的斯特拉斯堡战役中歼灭了6万名阿勒曼尼人，被当代史学家认为是可靠的马尔切利努斯记载敌方伤亡为6000人，相对而言佐西穆斯给出了极为夸大的数据。[97]

### 小型的的军队规模假说
传统的4世纪军队规模大得多的观点在近代已经不受一些历史学家的青睐，因为现有的证据被重新评估，新的证据被发现。修正主义的观点认为，4世纪的军队在高峰期时，其规模与2世纪的军队大致相同，并且在4世纪后期大幅度缩水。
阿伽提亚斯和佐西穆斯的统计数字，如果他们的说法是有效的，那也只可能代表君士坦丁时期的官方预计，而远非实际的力量。微不足道的证据是，后期的部队往往兵力严重不足，实际也许只有官方的三分之二左右。因此，阿嘉西亚斯在纸面上的600,000可能只不过有400,000左右。后者这个规模与六世纪的吕底亚的约安尼斯所提供的戴克里先时期除去海军水兵的军队总数389,704是吻合的。Lydus的数字比Agathias的数字更可信，因为它的精确性（它是在一份官方文件中发现的），并且它被归于一个特定的时期[2]。
来自帝国边界所出土的考古学证据表明，晚期堡垒的设计目的是为了容纳比其过于元首制时期更少的守军。如果可以使用百官志中列出的堡垒识别此类场地，这些堡垒内部所能容纳的驻军编制人数也同期缩水。可以以戴克里先创建的第二赫丘利军团为例。比起元首制时期的军团驻地，堡垒只有其七分之一左右，从此可以推断这个军团大概只有750人左右。在多瑙河畔的阿布西纳（Abusina），Cohors III Brittonum，第三不列颠大队，所驻扎的堡垒只有过去图拉真时期的堡垒的十分之一大小，也由此推断这支大队只有50人左右。必须谨慎对待这些证据，因为在《百官志》中对带有地名的考古遗址的鉴定往往是试探性的，而且有关单位可能是某大单位的分队（《百官志》经常出现同一单位同时出现在两个或三个不同的地点）不过一般来讲考古学者都从保守角度起见来估计，所以他们一般都会选择保守的角度来对边防军的军事单位规模进行估算。因此，考古学上发现的证据表明，公元400年的时候，驻扎在不列颠的守军仅有公元200年元首制时期的三分之一（200年时期是55000人左右，400年时期只有17500上下）。
同时，更多的最新研究表明，2世纪的正规军数量比传统上预估的约30万人要高得多。这是因为2世纪的辅助军团人数不仅与1世纪初的罗马军团人数相等，甚至有的时候还会比预估的数字大上50%左右。甚至有的时候还会比预估的数字大上50%左右。在2世纪末，元首制的军队可能达到近45万的高峰（不包括海军官兵和盟邦的佣兵）。此外，有证据表明，2世纪部队的实际兵力通常比4世纪部队更接近官方实际数据（约85%）
对整个帝国各个时期的陆军兵力的估计可归纳如下：
| Army corps   | 提比略 24年 | 哈德良 约130年 | 赛维鲁 211年 | 戴克里先 284年开始统治时              | 戴克里先 305年退位时                | 君士坦丁一世 337年                | 百官志 （东部约395年，西部约420年）   |
| ------------ | ----------- | -------------- | ------------ | ------------------------------------- | ----------------------------------- | --------------------------------- | ------------------------------------- |
| 罗马军团     | 125,000     | 155,000        | 182,000      |                                       |                                     |                                   |                                       |
| 辅助步兵     | 125,000     | 218,000        | 250,000      |                                       |                                     |                                   |                                       |
| 罗马近卫军   | ~~5,000     | ~~8,000        | ~15,000      |                                       |                                     |                                   |                                       |
| 罗马军队总数 | 255,000     | 381,000        | 447,000      | 保守估计：260,000？ 特里高德：389,704 | 保守估计：389,704 特里高德：581,000 | 埃尔顿：410,000 特里高德：581,000 | 保守估计：350,000？ 特里高德：514,500 |

注：仅计算常规部队，蛮盟佣兵和（元首制时期有4-5万规模的）罗马海军不纳入计算

## 军队结构
4世纪军队包含三种类型的军队：（a） 常备扈从军（comitatus praesentales）。这些通常是靠近帝国首都（西方的米兰，东方的君士坦丁堡），通常陪同皇帝对外出征。（b） 管区扈从军（comitatus） 这些都位于边境或附近的战略地区。（c） 边防军（exercitus limitanei）。
类型（a）和（b）经常被定义为“机动野战军”。这是因为，与边防军单位不同的是，他们的行动不局限于一个行省。他们毕竟职责不同，这些扈从军是皇帝用来阻止帝国内潜在的篡位者的最终保险：这样一支强大部队的存在本身就会威慑许多潜在的对手，如果没有，仅靠扈从军往往就足以打败他们。他们的次要作用是陪同皇帝对外远征，如对外战争或击退大规模的蛮族入侵。另外一方面，管区的扈从军负责的是在重大入侵的时候支援本地的边防军

### 高层的指挥架构

#### 帝国东部的指挥结构

公元395年的东罗马军队的高层指挥架构。指挥官和军队规模都是基于《百官志》关于东部的材料。东部的大元帅，掌管着扈从军，向上直接对皇帝本人负责。根据Jones和Elton的研究，都督则直接向管区所在大元帅汇报工作。所给出的地点表示这一时期军队的冬季驻扎地

约410-425年西罗马军队的高层指挥架构。指挥官和军队规模都是基于《百官志》关于西部的材料。都督和野战军司令之间的关系类似于东部都督和大元帅之间的关系，即都督直接向管区所在的高层军官负责（然而《百官志》把所有的军事单位全置于两军大元帅的指挥下）。所给出的地点表示这一时期军队的冬季驻扎地

百官志对于东帝国的描述要追溯于狄奥多西一世去世时的395年。此时，根据百官志的说法，在东方有2支中央扈从军（comitatus praesentales），每支军队都是由常备军大元帅指挥，军方的最高层的一部分，直接对皇帝负责。这两支军队都被算作是中央军。此外在东伊利里亚、色雷斯和东部三个管区还有3支扈从军，这三支军队被算作野战军。也各有一名大元帅统领，也直接对皇帝本人负责。
帝国东部有13个边区都督直接向他们所在管区所在的大元帅负责：伊利里亚东部（2名都督），色雷斯管区（2名），本都管区（1名），东方管区（6名）和埃及管区（2名）。
百官志所呈现的东帝国的军队结构直到查士丁尼统治时期（525-565年间在位）基本保持不变。

#### 帝国西部的指挥结构
对帝国西部的军队结构的记载的完成时间要远晚于帝国东部。大概425年的时候，西部大多地区失陷于日耳曼蛮族然而，西部的部分在约400-425年间出现了多次修改：例如，不列颠的军队部署应该是在410年之前，因为罗马军队就是在那个时候明确从不列颠撤出的。这反映了当时的混乱，军队和指挥官的部署不断地变化，反映出了当时的需要。Heather对帝国西部军队中各单位的分析，就说明了这一时期混乱的规模。425年存在的181个扈从军的军团里，只有84个在395年之前就存在，许多扈从军的军团也仅仅是升级的边防军单位，在395-425的30年间有76个军团在这段时间被解散，直到460年，西部军队几乎完全解体。
因此，百官志所记载的395年的西部部分并不能准确地代表西部军队的结构（相比而言东部的军事指挥体系更为准确）。
西部结构与东部大不相同。在帝国西部，395年之后，皇帝没有办法直接指挥驻扎在各个管区的扈从军的长官，这些长官们则向类似于日本幕府的将军述职。这种不正常的结构是由于半汪达尔血统的军事强人斯提里科（395–408掌控国政）造成的，他是狄奥多西指派作为他的儿子霍诺留的监护人，后来霍诺留继任罗马西部的皇帝。在斯提里科在408年死后，接连不断的弱小皇帝确保了这一职位的存在，成为了斯提里科的后继者的专用职位（尤其是埃提乌斯和李希梅尔），直到476年帝国西部彻底解体为止。这个大元帅的位置一般被叫做两军大元帅（简称为MVM，名义上便是“两军之长官”，两军则指的是骑兵和步兵）。 他直接指挥着驻扎在米兰附近的单一且规模庞大的帝国西部的中央扈从军。
隶属于两军大元帅的是地方的野战军司令，他们都统领着这些地区的驻军：高卢、不列颠、西伊利里亚、阿非利加、廷吉塔纳（今北非摩洛哥丹吉尔地区）和西班牙。与他们在东部同行不同的是，东部的同行被称为各管区的大元帅，西部管区的扈从军的长官都被任命为低一层级的野战军司令，只有高卢地区的高卢骑兵元帅是例外。这大概是因为除了高卢管区的扈从军之外，其余的野战军司令所指挥的士兵数目都远小于大元帅所理应有的20,000–30,000人的规模。
根据《百官志》的记载，全部的12名在西部的都督中有两位都督直接对两军大元帅而非他们所在区域的野战军司令负责。这与东方的情况不一致，可能也不能反映395年的情况。

#### 御林军
无论帝国的东西政府，御林军通常都作为皇帝护卫骑兵部队，游离于军队指挥系统之外。根据《百官志》的说法，御林军的指挥官保民官通常都对民政部门首脑国务总理大臣直接负责。但这可能只是出于行政目的。在作战时，御林军保民官直接向皇帝本人报告。

### 军队驻地
古罗马兵营
野战军和边防军的部队对他们的驻扎地有不同的安排。野战军队的部队经常驻扎在市井居民区，而边防军的部队则有固定基地。
大多数边防军都驻留在元首制时期的军团和辅助单位所驻扎的基地一些编制较大的边防军单位（军团和布旗队）驻扎于城市，可能会有永久性的营房。由于边防军在同一个地区活动，有自己的营地，而且往往从同一地区招募，因此他们往往与当地人保持较好的关系，这与经常被调往其他地区的野战军和中央军不同，他们经常被安置在平民家中。
野战的部队，包括中央军、野战军、有时甚至是伪野战军，通常宿于非战区的城市内，在战时则宿于临时营地。但通常不会像边防军那样在单个城市内的永久基地长期驻扎。从法律证据上看，他们通常被强制性地安置在私人住宅中（hospitalitas)。这是因为他们经常在不同的省份过冬。常备扈从军陪着皇帝四处征战，而地区的扈从军则根据作战需求改变驻扎地。然而在五世纪时期皇帝鲜少直接参与战事，因此在冬季常备常备扈从军的冬季基地变得更加固定。西部的常备扈从军通常驻扎在梅蒂奥拉努，而东部的两支常备扈从军驻扎在君士坦丁堡附近。

### 军团的变革
四世纪时期对于军队建制最大的改变就是减少了单一单位的规模而增加了单位的数量，比起过去的军团/辅助军的二元制度而言增加了新的建制类型和等级使得这一系统更为复杂。

#### 军事单位的建制规模

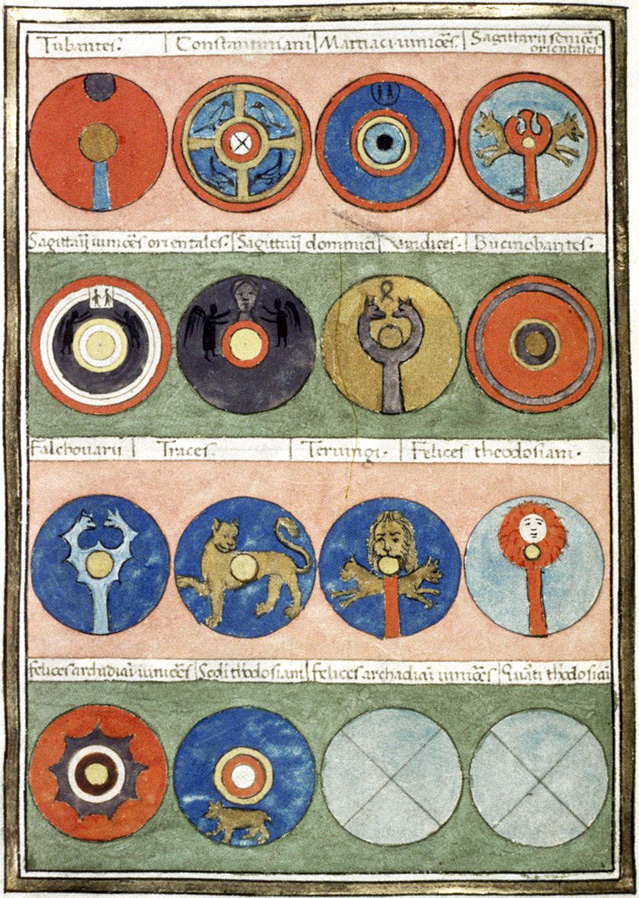
395年East Roman army的中央第二常备军大元帅麾下军团的盾徽。摘自反映罗马军队指挥架构的《百官志》的中世纪晚期抄本

古典晚期的帝国军队单位兵力的相关史料非常零散，而且模棱两可下表按单位类型和等级给出了一些单位兵力估计：
| 骑兵 单位 | 野战军 （包括中央军） | 边防军  | XXXXX | 步兵 单位  | 野战军 （包括中央军） | 边防军    |
| --------- | --------------------- | ------- | ----- | ---------- | --------------------- | --------- |
| 骑兵翼    |                       | 120–500 |       | 辅助步兵团 | 400–1,200             |           |
| 骑兵大队  |                       | 200–300 |       | 步兵大队   |                       | 160–500   |
| 骑兵军团  |                       | 80–300  |       | 步兵军团   | 800–1,200             | 500–1,000 |
| 教导团*   | 500                   |         |       | 步兵分队   |                       | 200–300   |
| 布旗队**  | 400–600               |         |       | 边防团     |                       | 200–300   |

*教导团不适用于野战军编制，他是御林军的编制
**布旗队有时也被叫做“骑兵队”，比如说侍卫骑兵队
很多不确定因素仍然存在，特别是关于边防军军团的编制，其基础编制规模的估算上下差非常大。在4世纪的过程中，单位兵力也有可能发生变化。例如，瓦伦提尼安一世似乎与他的兄弟和共治皇帝瓦伦斯一起拆分了大约150个扈从军单位。由此产生的部队可能只有母部队的一半兵力（除非举行了一次大规模的征兵活动，使他们全部达到原来的兵力）。
教导团根据六世纪的参考资料，其编制在500人左右。
在扈从军中，人们一致认为布旗队的规模在500人左右，而军团则为1000人。最大的不确定因素是最初由君士坦丁组建的辅助宫廷卫军编制。相关史料是矛盾的，表明这些部队可能是约500人，也可能是约1000人，或者介于两者之间。如果较高的1000人的规模是真的，那么辅助步兵团和军团就别无二致，这是支持辅助步兵团为500人最有力的论据。
边防军的单位建制众说纷纭。Jones和Elton根据少量而模棱两可的史料认为，边境的军团的编制在1000人上下而同地区的其他单位只有500员的编制。另一些人则根据纸莎草纸和最近的考古证据，认为边防军的平均兵力可能是Jones/Elton所声称的一半，即军团只有500人而其他的单位甚至只有250人的编制。

#### 不同等级的作战单位

##### 御林军
尽管从4世纪初该单位便已存在，但现有的唯一一份完整的御林军的清单则记载在成书于四世纪晚期到五世纪初期《百官志》中。。那时候一共有12支教导团，西帝国有5支分队而剩下7支在东帝国。这些护卫骑兵总计有6000人，相比于2世纪后期只有2000人的奥古斯都独属骑兵队equites singulares Augusti，编制增加为原来的三倍。12支教导团中有10支是所谓罗马的“传统”骑兵，和元首制时期的“大队”骑兵的装备类似，下辖则有名为scutarii（盾骑兵）、armaturae（装甲骑兵）或gentiles（异族骑兵）。然这些名字早已没有字面上的含义，已经成为了单纯的一种尊称，尽管他们最初可能表示由特殊的装备或种族组成的部队（gentiles意为被吸纳入境内服兵役的异族的部落民）。只有东部的两支教导团，是极为特殊的建制：一支教导团名为clibanarii（具装冲击骑兵，或者是重具装冲击骑兵），还有一支则是具装弓骑兵（sagittarii）。40 select troops from the scholae，而从御林军中被选出的40名因其白色制服而被命名的candidati，是皇帝的私人保镖

##### 中央军和野战军
中央军和野战军的基础骑兵分队被称作中央军布旗队和野战军布旗队；同样基础的步兵分队被称作中央军军团、中央军辅助步兵团、野战军军团和伪野战步兵团。只有中央军会有辅助步兵团，以强调其精英地位，而军团在中央军和野战军都有。
扈从军的骑兵的大多数（61%）一直保持着半具装的类型，与元首制时期的骑兵大队类似，通常在战场上被用于近战。这些军团具有各种头衔：野战骑兵团comites、盾骑兵团equites scutarii、侍卫骑兵团或万用骑兵团equites promoti。同样，这些头衔可能纯粹仅是遵照旧日传统，并不表示不同的部队类型或职能。24%的骑兵军团是无装甲轻骑兵，例如达尔马提亚骑兵队、摩尔人骑兵队或弓骑兵部队，他们适合骚扰和追击敌军。摩尔人自500年前的第二次布匿战争以来一直存在于帝国的辅助骑兵的行列。达尔马提亚骑兵，则是自三世纪开始出现在罗马军队内。扈从军的15%的骑兵部队则是重装甲的甲胄冲击骑兵或具装冲击骑兵，用于冲击敌军阵列
至于步兵和元首制时期并未有什么不同，与2世纪的辅助兵团的装备别无二致，唯有轻微的调整（请参看下面的#装备）。

##### 边防军
边防军里，什么上述的单位编制几乎都有，步兵包括了边防步兵队、边防民兵团以及辅助步兵团，或者还有些元首制时期遗留下来的军团和大队建制。骑兵建制的话则包含了边防骑兵队，边防骑兵连和元首制时期遗留下来的骑兵大队。
野战军的实力要强于边防军的证据多且充分，但是差距并非天差地别。有说法指出边防军的组成大多来源于地方农民的民兵，因此作战能力远不是职业军人的对手。这种观点被许多现代学者所否定。史料中证明边防军实际上都是全职的职业军人。他们负责打击小规模劫掠的蛮族，这是帝国持久的安全问题。因此，他们的战斗准备和经验很可能是很高的。这一点在阿米达围城战（359年）中表现得淋漓尽致，被围困的边防军团以高超的技巧和顽强的意志抵抗了波斯人的进攻。虽然波斯人的规模优势要远高于守城的罗马守军和援军（12万人对5万），波斯人取得了胜利并绞死了当时的守城指挥官，但是波斯人也付出了超过3万人的重大损失，而罗马方面仅牺牲了绝大多数的守军和城外的流民，援军并未遭到重创。埃尔顿认为，资料中没有提到少于400人的蛮族入侵，这意味着这种情况通常由边防军处理，而不需要扈从军的协助。'。边防军同时也经常陪同扈从军以作为特定战役的辅军，之后也会长期跟随扈从军并被称为伪野战军，对其战斗力的认可不言而喻。

##### 特殊建制

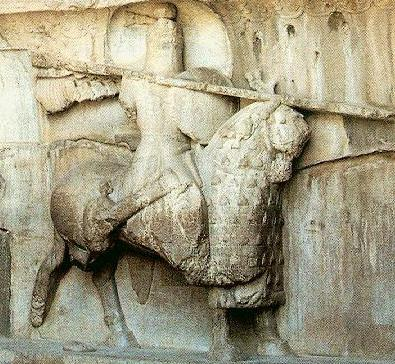
伊朗克尔曼沙汗省“花园拱门”的萨珊王朝的重甲骑兵浮雕。他身穿的可能是带护脸的锁子甲。这可能是罗马人所说的clibanarii盔甲，暗示穿着如此全具甲的人在甲内如同呆在烤炉内一般热。此处要注意的是，骑兵的马匹也是有盔甲的

罗马晚期的军队中有大量的重装甲骑兵，被称为cataphractarii（来自于希腊语κατάφρακτος/kataphraktos，意思是全身被包覆着的）。骑兵从脖子到脚包覆着层状的鳞甲 或者躯干四肢穿着札甲（可以参照臂甲），他们的马匹通常也包覆着盔甲。具甲骑兵持有名为contus的重型长枪，长约3.65米（12英尺），需要双手抓持，部分人还佩带弓箭。具甲骑兵主要负责冲击敌阵，通过集中压倒性的兵力攻击敌方阵线的某一特定地段来打破敌方阵线。在4世纪的记录中，还出现了一种被称为具装冲击骑兵的冲击骑兵，这个词源于希腊语的κλίβανος（klibanos，即面包的烘焙炉），当然也有说法是起源于波斯语。也许就是甲胄冲击骑兵的代称，也或者是这其中的一种。这种骑兵的原型公元前六世纪便存在在欧亚大草原斯基泰人和他们的同族萨尔马提亚人|的部落中。公元前1世纪，安息帝国便采用了这种军种。再至公元一世纪时期，为了对抗东方波斯人和北方多瑙河流域的游牧萨尔马提亚人的威胁，铁甲骑兵成为罗马人的军队的一部分。通过考古发掘最早的铁甲骑兵部队来自于2世纪时开始存在的高卢-潘诺尼亚甲胄骑兵大队，当时驻扎在潘诺尼亚，即现在的匈牙利罗马帝国境内的甲胄骑兵存在已久，但再帝国的后期规模才开始大规模增加，帝国大多数的甲胄骑兵军团就驻扎在东部地区。不过，在驻扎在东部军队的兵团中，有几个兵团的名称是高卢语，很显然起名的根源起于帝国的西部。
弓箭手部队在《百官志》中以equites sagittarii（弓骑兵）以及sagittarii（弓箭手，词源sagitta意为“羽箭”）。与元首制时期类似，许多非sagittarii命名的军团也可能包含一些弓箭手。弓骑兵似乎只出现在轻骑兵部队中。弓箭手和弓骑兵同时都被存在于扈从军中。而边防军只会有弓骑兵的编制，因为步兵里面已经混入了步兵弓箭手。
古典晚期的帝国军队的一个显著特点是出现了独立的炮兵部队，在元首制时期这些部队似乎是军团的组成部分。他们一般被称之为弩炮部队ballistarii（来源于Ballista即投射器的意思），百官志内一共有七个基础单位编制，不过只有一个归属于中央军编制下。但也有一些被标明为伪野战军，意味着它们原本属于边防部队。独立炮兵部队的目的大概是为了大量集中火力，尤其是对围攻有用。然而，许多普通的军团很可能继续拥有integral artillery，尤其是边防部队。
百官志当初还列出了一系列疑似特殊功能的轻步兵单位：superventores和praeventores（阻击队） exculcatores（追踪队）、exploratores（斥候队）。但是同时期记叙此事的阿米安努斯用了多种不同术语来描述这些部队：velites（轻装远程投掷队）、leves armaturae（投石者部队）、exculcatores（追踪队）、expediti（探查队）。即使百官志内证实阿米安努斯所说的这些部队是独立部队单位，目前为止尚不清楚这些部队中是否有任何一支是独立的部队，或者实际上只是为某一特定行动而专门武装的普通部队的小分队。

##### 部曲
布塞拉里亚Bucellarii（拉丁文复数为bucellarius；字面意义是“食饼干者”，是晚期罗马和拜占庭帝国时期出现的职业士兵的称呼，这些部队不由国家直接支持，通常都由个人所雇佣并效忠于其雇主，不过他们也宣誓服从在位皇帝。这些“家丁部队”的雇主通常是著名的将军或高级文官僚。这些部队的单位一般都很小，但是，特别是在许多内战期间，他们可以发展到几千人。实际上，因为部曲是受雇佣的小规模的个人部队，所以他们的装备通常要好很多，训练也相当充分，战斗力要优于正规军。他们最早出现于四世纪后期，随着时间的流逝他们逐渐成为战斗部队中的中流砥柱，尤其是远征军。著名的部曲雇主包括了作为军方大元帅的斯提里科和埃提乌斯，还有近卫司政官鲁菲努斯。

##### 蛮盟佣兵
在正规军之外帝国雇佣了大量的从罗马帝国境外的部队，通常被称为蛮盟（该词源于foedus，即“条约”之意）佣兵，或者在东方他们被称为symmachi。这些部队的人员通常都来自于蛮族酋长们的土地，他们的部落领主与帝国签订条约dediticii而为帝国四处征战。罗马人在整个帝国史上都在使用这些部队，比如说图拉真柱所刻画的战争场景上，蛮盟佣兵在达契亚战争中立下了汗马功劳。(101–6)。
在四世纪元首制式微之后，随着越来越多的蛮族进入罗马帝国正规部队，蛮盟佣兵的编制和所属越来越难以界定，他们根据他们所属的族群被编在一起，成为被称为”Numeri”的部队。（该词即部队之意，虽然numerus也是正规步兵建制的名称）。他们在特定战役期间或特定时期与正规军一起服役。通常他们的服役范围仅限于部落所居住的地区，但有时也可以部署到其他地方。他们由自己的领袖指挥。目前还不清楚他们使用的是自己的武器和盔甲还是罗马军队的标准装备。在晚期军队中，比较有战斗力的和在军中长期服役的numeri似乎被吸收到晚期的正规军中，迅速变得与其他部队没有区别。

## 兵员的征募

### 于罗马人
元首制时期，大多数的罗马军团和辅助军团的新兵都是志愿兵（voluntarii）。当然强制征兵（dilectus）并未被完全废除，但仅仅会在紧急情况或者中大作战需要大量补充兵员的情况才会用到。与此形成明显对比的是，古典晚期的军队对罗马公民的招募主要依靠强制征兵。首先，法律规定现役军人或老兵的儿子必须入伍。其次，根据indictio（土地税评估）每年定期进行征收。土地所有者（或土地所有者的组织）要根据其庄园应缴纳的地税数额，向军队提供相应数量的新兵。自然，地主们有强烈的动机留住自己最优秀的年轻人在自己的庄园里工作，而把那些体质较差或不可靠的人送去服兵役。还有证据表明，他们试图通过提供士兵（无论如何都有可能服役）和流浪汉（vagi）的儿子来完成他们的配额来欺骗征兵。
然而，征兵制实际上并不普遍。首先，以土地为基础的征兵意味着征兵对象完全是农民的儿子，而不是城镇居民。因此，帝国约有20%的人口被排除在外。在元首制时期类似，奴隶是不可征召的，自由民里的某些职业从业者例如面包师和旅馆老板也不在征兵之列。此外，省级官员和curiales（市议会议员）也不能被征兵。这些规定只有在紧急情况下才会放宽，如在405-406年的军事危机期间（拉达盖苏斯率领大量蛮族入侵高卢和北意大利）。最重要的是，征兵要求往往折算成现金征收，按每一个应征者的固定比率征收。这在某些省份、某些年份是这样做的，不过具体细节基本不详。从现有的极少证据来看，征兵并非在各省均匀实施，而是主要集中在军队的传统征兵地区，类似高卢（莱茵河沿岸的两个日耳曼日亚行省）和多瑙河沿岸省（例如潘诺尼亚、默西亚和色雷斯），其他地区大概也经常折算。对350-476年间已知的野战军兵员的来源进行分析，在帝国西部政府的军队中，伊利利里亚和高卢管区共提供了52%的新兵。尽管全帝国12个管区里多瑙河的沿岸管区只有3个，但这三个管区提供了全军接近一半的兵员，这与元首制时期极为相似。This picture is much in line with the 2nd-century position。
准新兵必须接受身体检查。新兵必须年龄在20-25岁之间，这个范围在4世纪后期延伸到19-35岁。新兵必须要身体健康，必须要满6 罗马尺（5 ft 10in, 178 cm）而到了367年，这个标准到367年被降低至5尺3 寸（5 ft 7in, 170 cm）。维盖提乌斯暗示，在帝国很晚期（约公元400年），甚至这一身高要求可能已经放宽，因为“...如果有需求的话，与其说考虑身材，不如考虑力量。即使荷马本人也不需要见证者，因为他记载堤丢斯泰德乌斯身材矮小，但却是一个强壮的战士”。
一旦新兵被录取，他就会在手臂上打上“标记”，多半是纹身或烙印，以便在他试图开小差时被识别出来。然后，新兵会被发放一个身份识别盘（戴在脖子上）和一份入伍证书（probatoria）。然后，他会被分配到一个军团.375年的一项法律规定，身体素质较好的人必须被分配到野战军中。在4世纪，最低服役年限为20年（边防军则是24年）。相比之下，在元首制时期，罗马军团和辅助兵团士兵的服役年限均为25年。
广泛采用征兵制、强制征召士兵的儿子、放宽年龄和身高要求以及给新兵打上烙印，所有这些都表明，军队在寻找和留住足够的新兵方面存在严重困难。Recruitment difficulties are confirmed in 征兵困难在法典证据中得到了证实：对于为逃避兵役而自残的情况（如砍掉大拇指），有一些处理措施，包括386年的一项极端法令，要求将这些人活活烧死。逃兵显然是一个严重的问题，而且可能比元首制时期严重得多，因为后者主要是志愿役。这一点可以从准予休假（commeatus）的规定变得更为严格得到佐证。在2世纪，士兵的休假由其团长酌情批准，而在4世纪，休假只能由高级军官（都督、野战军司令、大元帅）进行批准。此外，扈从军部队似乎在一般状态下都会缺员三分之一。官方与实际兵力之间的巨大差距是招募问题的有力证据。对此，Elton认为，后期军队并不存在严重的征兵问题，其依据是大量人免于征兵。

### 于蛮族

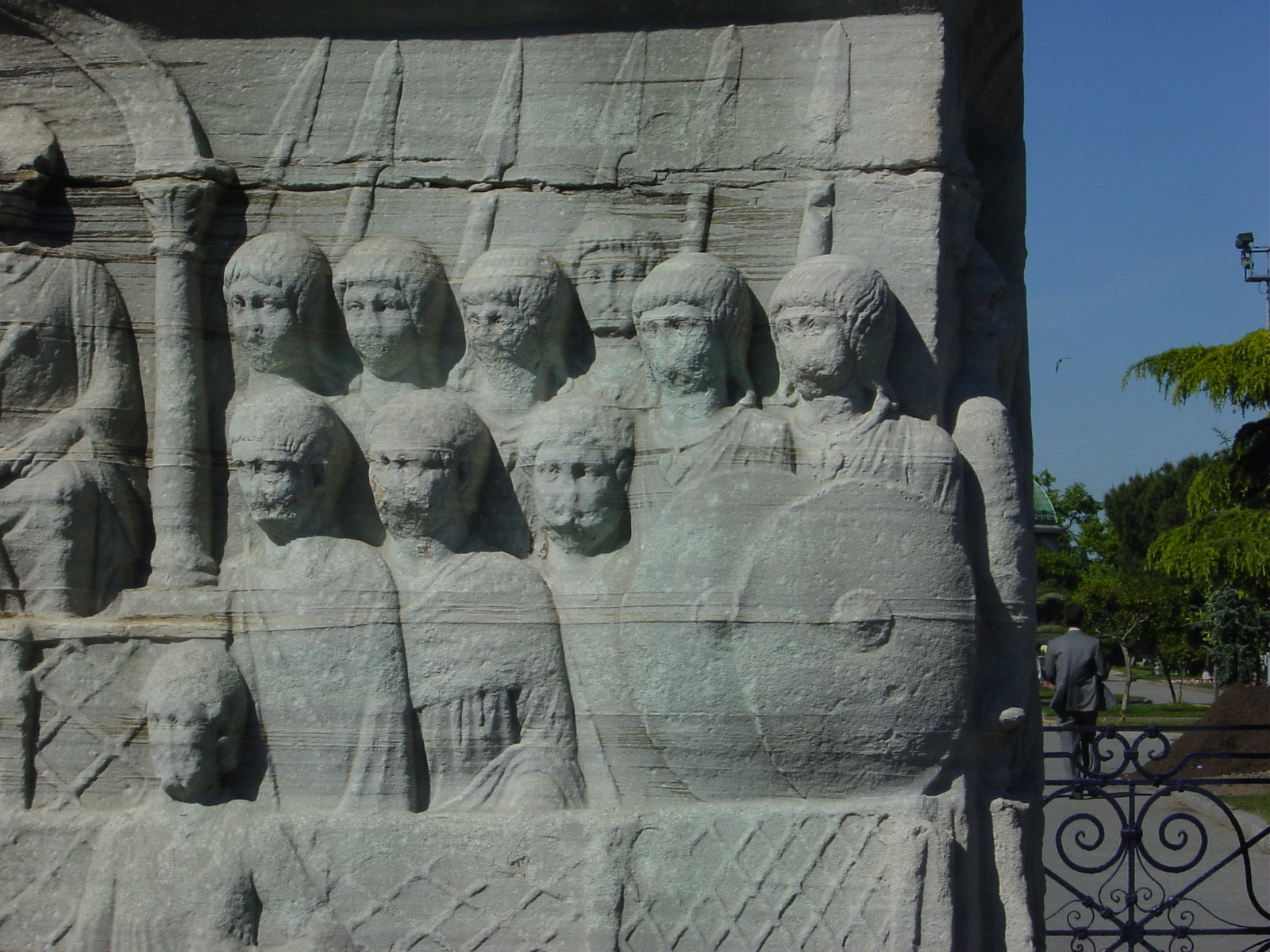
（追溯至约390年的）出现在Constantinople的狄奧多西方尖碑基座浮雕后排的古典晚期罗马军队，他们可能出身与蛮族。这些军队归属于Palatini (Roman military)，负责保护皇帝。当时中央军中超过三分之一的士兵是出身于蛮族的。请注意带有军团吊坠的项链和长发，这是蛮族新兵带来的风格，与元首制时期保持短发的传统截然不同

Barbari（“蛮族”）通常被罗马人用来形容帝国境外的住民，这个词来源于希腊语，用以指代喋喋不休说着难以理解语言的外人。
大多数学者认为，在整个元首制时期，绝大多数的蛮族barbari都招入了辅助军团（因为罗马军团仅招募罗马公民）。然而，在3世纪之前几乎没有史料证明这一点。当然也有稀少的证据表明，如果不是全部，辅助军团的绝大多数兵员也是来自于 罗马的自由民 或者罗马公民。4世纪的军队可能比两三百年前的元首制部队更依赖于对蛮族的招募，而其中的依据如下：
1. 《百官志》内列出了帝国境内的一些蛮族军事定居点，他们被称为军户（英语：laeti）或者异邦人gentiles，这些蛮族定居者都是军队招募新兵的重点对象。日耳曼或萨尔马提亚部落的人获得帝国赐予的土地，作为交换他们将为帝国服兵役。有可能每个部落都有条约义务，每年向军队提供一定数量的兵员[184]蛮族部落居民在帝国内重新定居以换取兵役，在4世纪并不是一个新的现象：它可以追溯到奥古斯都时代。[191]只不过四世纪开始这种现象的规模开始扩展，而做法开始系统化。[192]
2. 百官志内的单位有许多拥有蛮族的命名，因为他们是跟着本族长官一起作为非正规军的蛮盟佣兵（被称为socii或foederati） 转正成为了帝国的常备军的结果。在元首制时期，带有蛮族名字的正规军单位名字直到3世纪开始才有记载，但仍然极少。比如说第一萨尔马提亚骑兵大队（ala I Sarmatarum）便在3世纪英格兰被证实在那驻扎，无疑是175年派驻在那里的萨尔马提亚骑兵的后羿。[193]
3. 正规军中出现了相当数量的带有蛮族姓名的高级军官，并最终出现在军方顶层。5世纪初期，西帝国的军队常由蛮族出身或者蛮族血统的将军所把持，比如阿波加斯特、斯提里科以及李希梅尔。[194]
4. 4世纪的军队采用蛮族（尤其是日耳曼人）的服饰、习俗和文化，意味着蛮族的影响增强。比如说罗马军队的一部分单位采用仿蛮族的命名，如角盔Cornuti（英语：Cornuti），指的是日耳曼人在头盔上用角做装饰的习俗，还有barritus，是日耳曼人的战吼。在中央军军团内，因为蛮族兵员愈发见多，日耳曼人传统的留长发习惯成为了一种风俗。[195]

对4世纪军队中出身于蛮族的兵员比例的量化是高度推测出来的结果。Elton基于少量的史料基础上进行了最详细的分析。根据这一分析，在350-400年期间，样本部队中大约四分之一的军官出身于蛮族。以每十年进行的分析表明，这一比例在这一时期没有增加，实际上在5世纪初也没有增加。后一种趋势意味着基层军官中蛮族的比例并没有增加多少，否则蛮族军官的比例会随着时间的推移而增加，以反映这一点
如果蛮族在军中的比例在四分之一上下，那么这个比例也比二世纪时期的正规军要高。假设将这个比例的兵员全部编入辅助军团的话，在辅助兵团占元首制军队的比例60%的情况下，那么超过40%的新兵将会是蛮族出身的。不曾有过史料表明2世纪对蛮族如此之大的招募。非罗马名字的士兵里面，75%是日耳曼人：在百官志的建制中证实了这些人来自于法兰克人、阿勒曼人、萨克逊人、哥特人，以及汪达尔人。其他重要的新兵来源是来自多瑙河地区的萨尔马提亚人、亚美尼亚人以及出身高加索地区的伊比利亚人。
与罗马新兵相反，绝大多数蛮族新兵可能是自愿入伍的，他们被服役条件和职业前景所吸引，与他们在家乡的生活条件相比，这些条件和前景可能显得很理想。只有少数的蛮族军人作为过去的dediticii（向罗马帝国投降的降兵，或者是逃避与其他部落冲突而投靠帝国的军人）而被强行征召的，作为和平条件，他们不得不承诺每年提供一定数量的新兵。蛮族可以直接招募，作为个体加入正规军，也可以被间接招募，作为非正规的附属部队的成员转为正规军。

## 军阶，薪酬以及福利

### 普通士兵
在军衔金字塔的底部是普通士兵：pedes（步兵） and eques（骑兵）。与2世纪的同行不同，4世纪士兵的食物和装备并不从他的军饷（stipendium）中扣除，而是免费提供的。这是因为支付给士兵的军饷的第纳里乌斯银币，在戴克里先时期的价值远低于2世纪。在君士坦丁时期，它失去了剩余价值，在4世纪中叶停止定期支付。
士兵唯一的可支配收入来自捐献金donativa，即皇帝定期发放的现金红利，因为这些红利是以从未贬值的金币solidi或者纯银的方式进行发放。奥古斯都在位期间，每5年定期发放5枚苏勒德斯。同时当奥古斯都即位之时，士兵们会被一次性再发放5枚苏勒德斯以及一磅纯银（一磅纯银可以换算成4枚苏勒德斯，根据推算士兵一次性可以获得等同9枚苏勒德斯当量的奖金。帝国西部从284年到395年经历了12位奥古斯都，每个平均任期都有9年，这些士兵的捐献金平均下来为每年1枚苏勒德斯金币。故士兵的可支配收入平均每年至少有2个苏勒德斯。当然同时期也可能不仅会有来自新即位的奥古斯都的奖金，还会有来自新继位的凯撒的奖金。而2枚苏勒德斯的年收入相比于元首制的二世纪时期而言，只有可怜的四分之一（二世纪时期的士兵年收入换算成苏勒德斯大约在8枚左右）。同时帝国后期士兵们退役后的各类补偿（其中包括土地补偿）也远逊于过去，仅为元首制时期的十分之一。
尽管与元首制时期有差距，Jones和Elton认为与大多数新兵的农民家庭不得不忍受的温饱水平的艰难现实相比，4世纪的薪酬还是很有吸引力的。与此相对应的是，兵役显然不受欢迎。
然而，在等级更高的部队中，薪酬会更有吸引力。薪酬金字塔的顶端是御林军的士兵们。再接着是中央军Palatini，然而是野战军Comitatenses，而边防军Limitanei则位居最后。关于各等级之间的薪资差异的史料很少，但它们是相当大的，这可以从一个例子中看出：一个扈从军军团的书记官（军中的军需官）就比准野战军的军需官的工资高了50%。

### 军团级军官
旧建制军团级军官（罗马军团、骑兵大队和步兵大队）在元首制时期保持不变，其中包括了百夫长和十夫长。然而在改革后的新建制中，（例如布旗队、辅助步兵团之类），已有史料证实出现了多个不同的军阶，似乎是仿照地方当局官僚的头衔而设立的。众人对这些军衔知之甚少，以至于无法确定地将其与传统军衔等同起来。维盖提乌斯声称两百夫长ducenarius，顾名思义，指挥200人。如果是这样的话，4世纪的百夫长可能仍相当于旧式部队中的百夫长。如下是当前最准确的薪金等级表：
| 薪金等级 （多少倍于基层士兵的收入） | 2世纪的大队（升序）                                                         | 四世纪的同类型建制）                                                                     |
| ----------------------------------- | --------------------------------------------------------------------------- | ---------------------------------------------------------------------------------------- |
| 1                                   | 步兵 （pedes）                                                              | 步兵 （pedes）                                                                           |
| 1.5                                 | 口令官 （tesserarius）                                                      | 士官长 （semissalis）                                                                    |
| 2                                   | 百人队布旗手 （signifer） 副百夫长 （optio） 步兵大队布旗手 （vexillarius） | 十夫长 （骑兵的为circitor） （步兵的为biarchus）                                         |
| 2.5 to 5                            |                                                                             | 百夫长 centenarius（2.5） 两百夫长 ducenarius（3.5） 军团参谋 senator（4） 副军团长（5） |
| >5                                  | 百夫长 centurio 首席百夫长 centurio princeps 副大队长 beneficiarius         |                                                                                          |

注：军阶仅针对于薪金的高低，与在军队中的职能并不完全相关
该表显示，4世纪兵团高级军官得到的的薪资差额远小于2世纪的同行，在4世纪高级的行政系统官员也出现了同样的现象。

### 军团及军队级指挥官
| 薪金等级 （多少倍于基层士兵的收入） | 等级 （升序）                                                                              | 官位数目 （Notitia）             | 职责描述 |
| ----------------------------------- | ------------------------------------------------------------------------------------------ | -------------------------------- | --- |
| 12                                  | 预备役军官 Protector                                                                       | 数百人 （尤利安时期为200人左右） | 预备役军团指挥官 |
| 未知                                | 军事保民官 Tribunus （也可以称praefectus）                                                 | 约800人                          | 军团长官 |
| 未知                                | 侍卫保民官 Tribunus comes                                                                  | 数量未知                         | （i） 皇帝贴身侍卫长官 （ii） 两个军团的长官 （iii） 御林军下分支教导团长官（类比Domesticus） （iv） 皇帝或军方高层下的副官 |
| 100                                 | 边防都督 Dux（极少的会被称为comes）                                                        | 27                               | 边区军队的总长官 |
| 未知                                | 野战军司令 Comes rei militaris                                                             | 7                                | 管区的小型扈从军总长官 |
| >500                                | 大元帅 Magister militum （西部称为骑兵元帅magister equitum）                               | 4                                | 各管区的大型扈从军总长官 |
| >1000                               | 常备军大元帅 Magister militum praesentalis （西部称为骑兵元帅magister utriusque militiae） | 3                                | 中央常备军总长官 |

上表显示了持有委任状（sacra epistula，字面意庄严之信）的军阶，而委任状会由皇帝在专门的仪式上亲自颁发给被委任者。

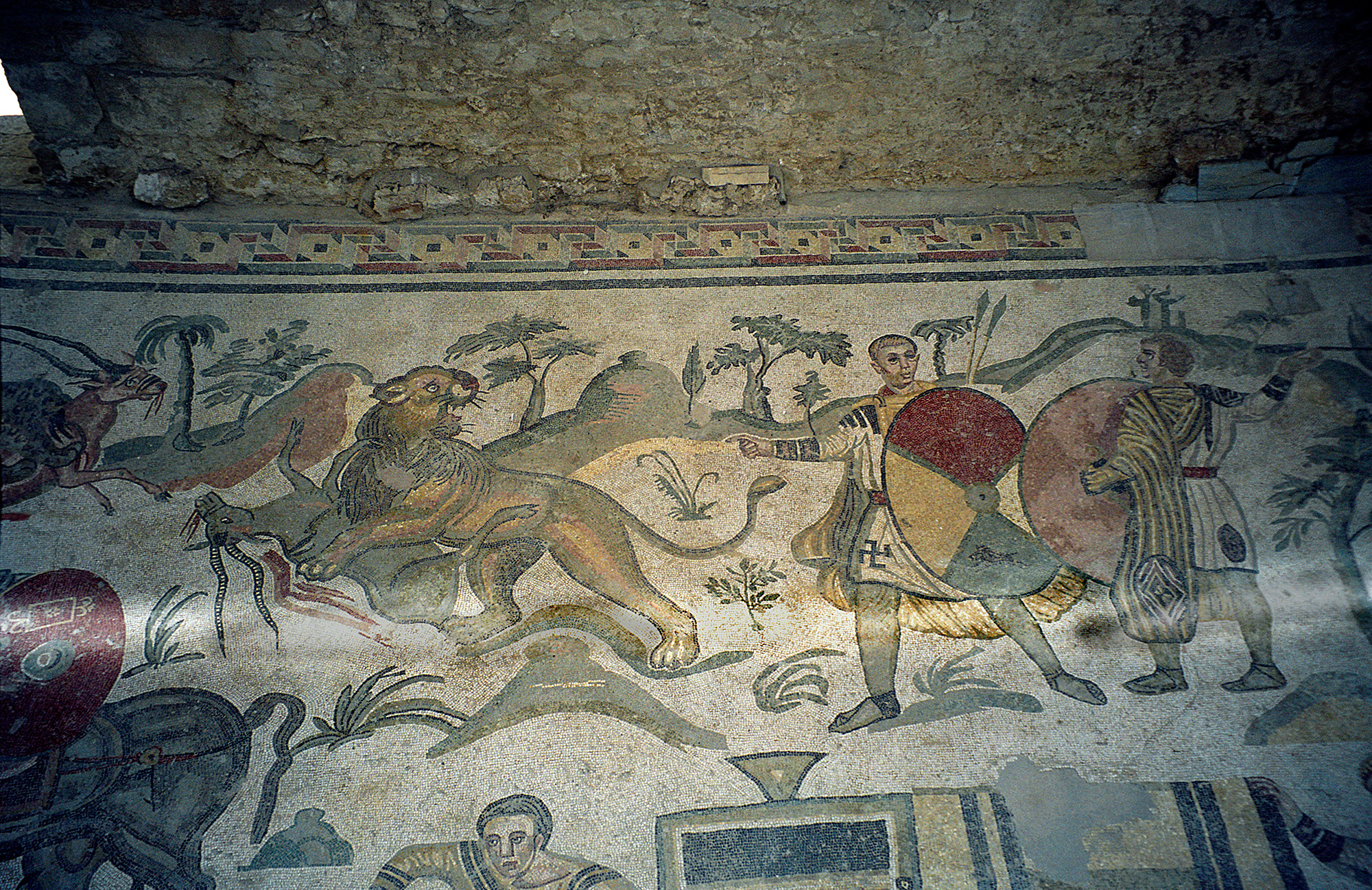
在西西里岛皮亚扎阿尔梅里纳的一副表现了狩猎场景的四世纪马赛克壁画。画中出现的可能是穿着非战斗制服的罗马军官（没有穿着盔甲与头盔，但是持有盾牌与长矛） 。而贯穿整个帝国时代，士兵都是以非战斗形象出现的。注意灰白色的丘尼卡。左边外衣上绣的卍字符号，可能源于Proto-Indo-European society人的传统，代表宇宙，罗马人常将其作为装饰图案。同时也要注意他们披着的斗篷（chlamys）和穿着的裤子。他们盾牌上的图案表示持盾者的军团。同时也请注意袖子和肩膀上刺绣的带子

#### 预备役军团长官（预备役军官protectores）
4世纪的一项重大创新是预备役军团，其中包括预备役军团的高级军官。按理预备役军团长本应是历经百战的老兵所担任，但从军队外招收军方相关年轻人（往往是高级军官家族子弟）已成为一种普遍做法。预备役军官组成的团体既可以培训军官，也可以提供为大元帅或皇帝执行特殊任务的参谋人才。隶属于皇帝的预备役军官被称作宫内侍卫官，分成四个教导团并由侍卫保民官指挥。军中效力数年之后，他们会被皇帝授予委任状，并被安排指挥一个军团。

#### 军团长官（军事保民官）
军团指挥官可以被称为三种头衔中的任意一个：tribunus（对应扈从军军团或者边区的大队），praefectus（通常是边防军的军团）或者praepositus（指挥边防步兵队和蛮盟佣兵）。然而tribunus被通俗地用来表示任何军团的指挥官。虽然大多数tribuni是从预备役军官团体中进行任命，但也有少数人，同样主要是以高级现役军官的子弟为主，他们直接空降到军团内成为麾下士兵的长官。军团指挥官的地位因其部队的等级不同而有很大的差别。在最高端，御林军的指挥官会被授予伙友comes的荣衔，这种做法在公元400年后成为标准流程。

#### 高阶军团长官（侍卫保民官tribuni comites）
comitiva，亦称御用伙友，是君士坦丁一世为表彰高级行政和军事官员，特别是皇帝的随从设立的荣衔。它与已有的元老院和骑士的荣衔有部分重叠，因为它可以授予前两者集团其中之一的成员（当然也可以授予这两者之外的外人）。伙友可以分为三级，由于过度授予，只有第一等级的伙友（comes primi ordinis，直译为第一等级的伙友，只授予元老院成员），在450年以后还保留着价值。在许多情况下，这个头衔是依职权授予的，可以说是纯粹的荣誉性头衔。
在军方，comes primi ordinis的头衔会授予那些资深军事保民官。比如说（1）宫内侍卫官的头领侍卫保民官，这个头衔在350年的时候被称为comes domesticorum;（2）御林军的保民官：在公元400年后御林军指挥官也常被授予这个头衔（3）同时指挥两个扈从军军团的长官（指常常成对出动的军团，例如朱庇特军团和赫拉克勒军团）；（4）一些为皇帝和元帅效劳但没有军团指挥权的护民官（tribuni vacantes）。但是，以上这些官员在等级上终究和指挥管区小型扈从军的野战军司令不同，后者可以指挥管区的小规模的扈从军，而不仅仅是一到两个军团。

#### 军方高层（都督、野战军司令、大元帅）
由数个军团组成的大兵团的指挥官，依照实力大小，称为：边区都督、野战军司令和大元帅。这些军官的军衔相当于现代军队中的将军和元帅。
边区都督（少数会称为司令），负责指挥边境省份的军队以及边区河道内的船队。直到君士坦丁一世时期，边区都督向所属管区的代理官汇报工作。360年之后，都督则对当地驻扎的扈从军指挥官，例如大元帅或野战军司令负责。不过，他们有权直接向皇帝报告，这个可以从皇帝敕令中可以看得出来。少量的边防军长官也被称为司令，比如驻扎在不列颠沿海的comes litoris Saxonici（萨克森海岸边防军司令）。
野战军司令一般指挥一个较小规模的管区扈从军（规模通常在10000人左右）。在百官志成书时期，野战军司令通常出现在帝国西部，因为西部的扈从军被分割成数个小型野战军。而在东部就只有两位野战军司令，负责指挥埃及和伊苏利亚的军队，但这些人只指挥边防军的军团。这是因为他们在百官志成书时期，直接向皇帝本人汇报工作（当然之后他们则对东方野战军元帅负责了）。管区的野战军司令还负责指挥管区内的边防都督。
大元帅统领着大规模的管区扈从军（规模通常在20000-30000兵员之间）。与西部的野战军司令一样，东部的大元帅们也能够指挥其管区下所有的边防都督。
常备军大元帅是中央扈从军的总指挥（规模通常在20000-30000兵员之间）。和西部的两军大元帅，骑兵统帅和步兵统帅同等级。
从中基层升到兵团指挥官的比例已不得而知，不过多半可能性很小，因为大多数人在被授予一个军团的指挥权时已经接近退休年龄。相反的是，直接被皇帝委任的预备役军官和军事保民官把持了上升的渠道，因为他们常常是年轻人。对于这些人来说，晋升为军方高层的速度可以很快。例如狄奥多西，28岁便做了边区都督。而且晋升也可以适当略过一些军阶，比如说御林军的长官享有直接接触皇帝机会，比其他人更容易成为大元帅：比如说出身蛮族的阿吉洛 在360年直接从御林军的军事保民官直接越过边区都督的阶段，直接晋升成为大元帅。

## 装备

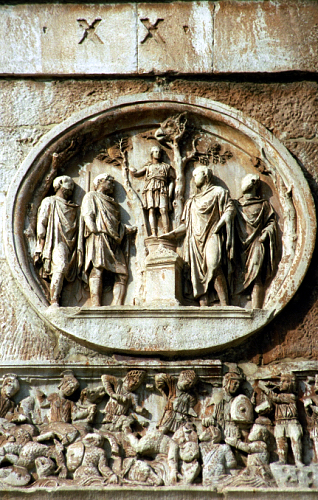
罗马君士坦丁凯旋门底部的横型浮雕展现了君士坦丁一世的骑兵在312年的米尔维安大桥战役中将马克森提乌斯的部队赶入台伯河的场景。图上显示四世纪的士兵穿着金属制的盔甲（马克森提乌斯的士兵身着锁子甲或者鳞甲）。而君士坦丁的骑兵显然没有穿着任何盔甲的，推测可能是出身于伊利里亚的达尔马提亚轻骑兵（equites Dalmatae）和弓骑兵

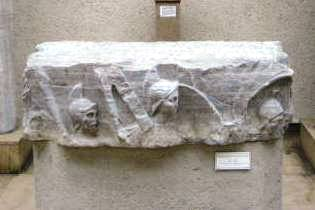
收藏于伊斯坦布尔考古博物馆的君士坦丁堡狄奥多西柱的浮雕细节,时间可以追溯至390年,显示着在行动中的罗马士兵。请注意这些士兵穿着Intercisa式的附有铁制的脊盔（也许意味着军人的军阶）并且穿着锁子甲或者鳞甲,这证明了维盖提乌斯声称4世纪罗马步兵放弃了头盔和盔甲的说法是错误的

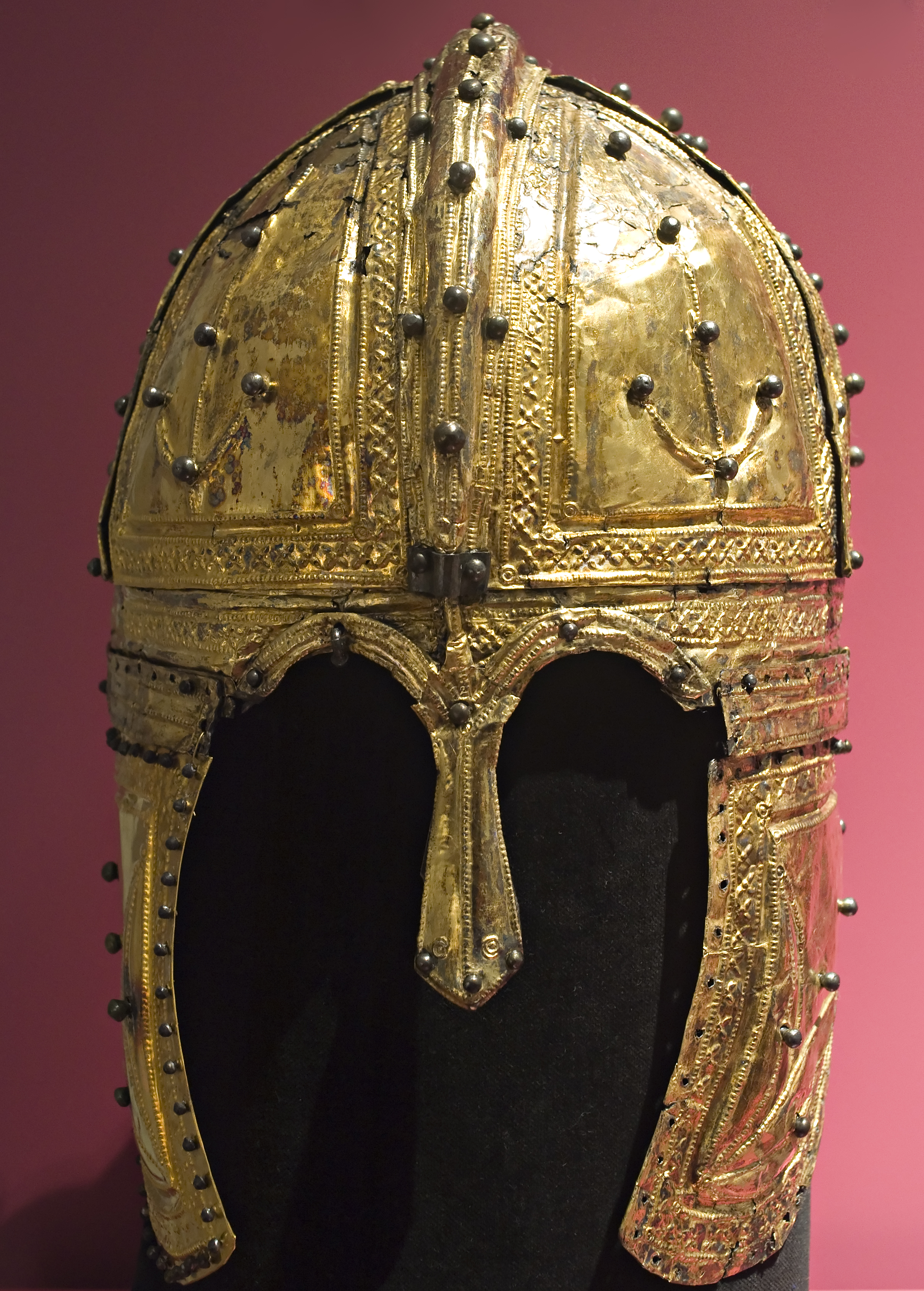
晚期罗马头盔,也被称为Deurne式的头盔。表面覆银,上面刻着归属于Equites Stablesiani的骑兵的身份.

四世纪的步兵装备与他们二世纪的前辈们基本相同：金属盔甲、金属头盔、盾牌和剑。但是从三世纪开始这些装备逐渐开始变化,比如说衣物比起过去的要更为暖和；军团内的罗马环片甲、罗马短剑、罗马重标枪和其余军团时期独特的制式武器也退出舞台；步兵采用了早期骑兵使用的装备；对于具装甲胄骑兵也开始大规模使用。.

### 衣物
一至二世纪时期，罗马士兵身上多穿着单层的短袖丘尼卡，脚上则穿着带鞋钉的罗马凉鞋Caligae。这种裸露胳膊和腿的装束是在地中海气候下演变而来的，不适合天气寒冷的北欧。在北欧，从1世纪开始，长袖外衣、长裤（bracae）、袜子（穿在caligae内）和系带靴是冬季常见的服装。这类保暖的装备在三世纪时期被大规模普及，连地中海地区的士兵都仿效。然而，很可能在温暖的天气里，长裤被取消，而穿的是caligae，而不是袜子和靴子。罗马后期的衣物经常藻饰华丽，男女老少会在他们的丘尼卡或者袍子绣上或者缠着编织或者刺绣的条纹，比如说骨螺紫染色的丝带clavi，同心圆的图案，以及带有各类图案的圆标orbiculi，或者方标tabulae。这些附饰通常会有几何图案或者植物状的花纹，有些也会是人或动物的形象。士兵们的服饰相对会比较独特，尽管非军事官僚似乎也有佩戴，他们会戴一种圆形无边帽，名为潘诺尼亚帽（pileus pannonicus）。

### 盔甲
一至二世纪时期的罗马军团士兵多穿着罗马环片甲，即层叠条状盔甲，（罗马锁子甲）以及（鳞甲）。对现代仿制的这三类盔甲进行测试后发现，绝大多数直接的近战挥砍攻击和投掷物的攻击都无法击穿罗马环片甲，但它唯一一点的劣势便在于它穿着极不舒服，穿着它的人没几个小时就发现身上各处都是擦伤，疼痛无比，更不用说生产盔甲成本高昂，保养困难。在3世纪，环片甲似乎已经停止使用，从史料描述来看部队多穿着锁子甲或者鳞甲。

4世纪90年代或30年低，维盖提乌斯声称士兵不再穿盔甲：
从罗马城的建立，直到格拉提安皇帝开始统治之时，步兵们都穿戴胸甲和头盔。但是疏忽和懒惰在一定程度上导致了军纪松弛，士兵们认为盔甲过重，之后便很少穿戴它们。他们先要求皇帝让他们免穿胸甲，之后又要求不再穿戴头盔。正因为如此，我们的军队遇到哥特人的箭雨便被无情地压制住了。即使屡屡失败，士兵们仍不愿面对现实重拾盔甲，以致无数境内的大城市毁于哥特人的火海。毫无防备的军人们暴露在敌人的刀锋下，他们与其死战到底，不如说更愿意逃之夭夭。一个没有盔甲或头盔，无法同时拿着弓和盾的弓箭手；或身体赤裸，没法同时拿着盾牌和军旗的布旗手，我们又能从这些士兵中期待出什么结果呢？步兵觉得盔甲甚至头盔的重量是无法忍受的。这是因为他们很少运动，也很少戴上它们的缘故。
关于维盖提乌斯的放弃盔甲的说法有可能是他对资料中提到的370年代哥特战争期间罗马士兵不穿盔甲以更开阔的阵型作战的误读。有史料表明，罗马士兵包括步兵继续穿戴盔甲的情况非常普遍。
当时的艺术作品显示，大多数帝国后期的罗马士兵都穿着金属盔甲。在百官志的记述中提及在四世纪末格拉提安统治时期，帝国境内有军队的军工厂fabricae负责为士兵们制造锁子甲，作为士兵的工资的代偿物。五世纪初梵蒂冈维吉尔的手抄本之中和阿卡狄乌斯之柱上都有描绘身着盔甲的士兵们。事实上大量的锁子甲和少量的鳞甲在特里尔被发掘出来，同样地，在魏勒拉图尔，也出土了同时期的盔甲。军官和一些士兵可能穿戴肌肉甲，下面还附有装饰性的皮条流苏。元首制时期穿着环片甲的士兵对手臂和臀部以下没有任何保护，与此相反的是，一些晚期罗马士兵的图画和雕塑作品显示，锁子甲和鳞甲提供了更广泛的保护。这些盔甲拥有全臂长的袖子，且它们的长度足以保护大腿。

至于甲胄冲击骑兵和具装冲击骑兵，从少数的古典绘画像，以及阿米安努斯对这些部队的描述来看，他们可能穿着特殊的铠甲。他们的四肢被由弯曲和重叠的金属片组成的层状盔甲保护着：
"Laminarum circuli tenues apti corporis flexibus ambiebant per omnia membra diducti"
这些薄薄的环状铁板,贴合着身体曲线,完全覆盖他们的四肢。
在Boews Moor遗址,发掘出了类似的叠层盔甲,考证为四世纪末时期,符合当时的历史。

### 头盔
一般来说，罗马骑兵头盔比步兵头盔对头的两侧和后部有更强的保护，其形式是更宽的护颊和更深的护颈。步兵由于战斗时阵型紧凑，在这些部位不易受到伤害。在三世纪时期，步兵头盔开始采用比元首制时期骑兵更好的头盔。护颊通常可以在下巴上扣在一起以保护脸部，覆盖了耳朵之后为了保证士兵的听觉保留了一条缝隙。比如辅助步兵的“Auxiliary E”型或它的Niederbieber变种。骑兵头盔变得更加封闭，如“Heddernheim”型，接近中世纪的十字军头盔，但代价是大大降低了骑兵的视觉和听觉。
在3世纪末，罗马头盔的设计出现了彻底的突破。过去以凯尔特人的设计为基础的罗马头盔，最终被从萨珊帝国士兵头盔的设计所衍生出的新式罗马头盔所取代。这个新型头盔的特点是通过一道中脊将数块头盔组件拼在一起，由是被称为脊盔。它们又分为“Intercisa”型和“Berkasovo”型两个子型“Intercisa”型设计的是由两片式的碗型的半盔组成，它使脸部不受遮挡，在小护颊和半盔之间的连接处有耳孔，用以保证穿戴人听觉不受影响。它的制造比较简单和便宜，因此可能是迄今为止最常见的类型，但在结构上比较薄弱，因此提供的保护效果较差。“Berkasovo”是一种相对坚固的保护型脊盔。这种类型的头盔通常有4至6块头盔组件组成（以及其特征性的中脊），一块护鼻，铆接入头盔组件内的护眉片以及大块的护颊片。比较独特的是在英格兰的Burgh Castle发掘出的头盔，采用的是Berkasovo式样的设计，却拥有带耳孔的护颊片。链甲的护面或者露眼的金属面具常用于重骑兵的头盔，尤其是甲胄骑兵或具装骑兵。
虽说头盔本身的造价相当便宜，但很多遗留下来的晚期罗马头盔的文物，其中包括了Intercisa式样的头盔，都有银制装饰的痕迹，或者表层镀银。一种可能的解释是，大多数现存的头盔的所有者都是军官，表层镀银或镀金彰显他们的等级；如果上面附有宝石，那就说明其所有者身居高位。而其他学者则认为，表面镀银的头盔多是由野战军的士兵佩戴的，以作为对他们的报酬及奖赏。罗马法律表明，所有这种结构的头盔都应该有特定数量的金或银镀在外表。

### 盾牌
在三世纪时期，经典的军团用的矩形凸面盾牌罗马盾逐渐退出了舞台。所有部队都采用了宽大的、通常是盘状的卵形（有时是圆形） 盾牌。这些盾牌尽管形状不同，但仍被称为Scuta或者Clipei。从Dura Europos和Nydam发现的文物来看，是垂直的木板结构，并胶合在一起，内外大多用漆皮面。生皮在干燥时收缩，提高了结构上的强度

### 近战武器
罗马短剑是一种460 mm/18 inches长的近身格斗戳刺用剑，是元首制时期步兵（包括罗马军团和辅助军团）的标准装备，也在3世纪被逐步淘汰。步兵们逐渐采用罗马长剑，长760 mm/30 in，在之前数个世纪仅被骑兵使用。此外，维盖提乌斯提到过还有一件叫做半长剑semispatha的武器。同时，步兵也开始使用名为hasta的一种刺矛以取代罗马短剑作为主要的近战武器。这些趋势意味着古典晚期的罗马军队更加强调与敌人进行“一臂间距”的作战。没有考古学或艺术学材料证明罗马匕首Pugio这个在三世纪被证实使用的装备在四世纪仍然存在，不过在4世纪的墓葬中发掘出了与军用腰带配件相配合的单刃短刀。

### 投掷武器
除了刺矛Hasta之外，一个古典晚期的罗马步兵还可能会携带投掷矛spiculum，类似于angon，是罗马重标枪pilum的其中一种。也可能携带短标枪，比如verruta或者lanceae。晚期的罗马步兵也会携带6根铅头做的，叫做plumbata的短投掷镖（Plumbum意为铅），有效射程约30米（98英尺），要远比长标枪的投掷射程要长。这些飞镖通常被夹在盾牌后面或装在箭筒里。因此古典晚期的步兵相比元首制时期只能携带两根重标枪pilum的步兵而言可以携带更多的投掷物。多米纳特时期的罗马弓箭手继续使用复合弓作为他们的主武器。复合弓小巧、简洁、威力巨大，既适合弓骑兵也适合弓箭手。该时期的少数弓箭手已装备了弩manuballistae作为他们的武器。

## 补给设施

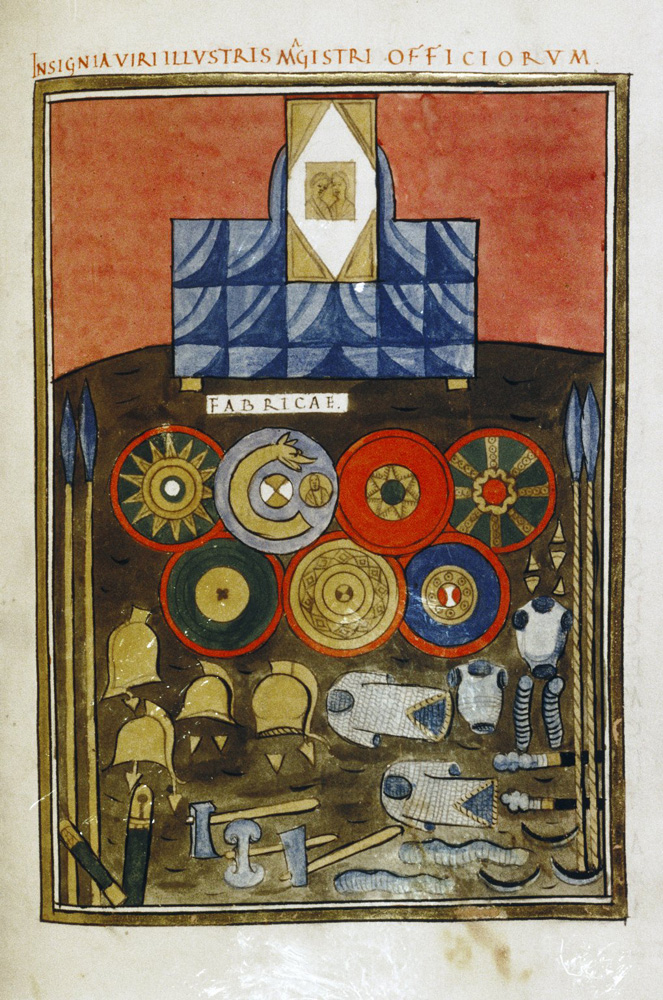
百官志手抄本所绘的，兵工厂fabricae所生产的各类装备。画中包括了：头盔、盾牌、链甲、胸甲以及四肢的环片甲，此外还有各类武器

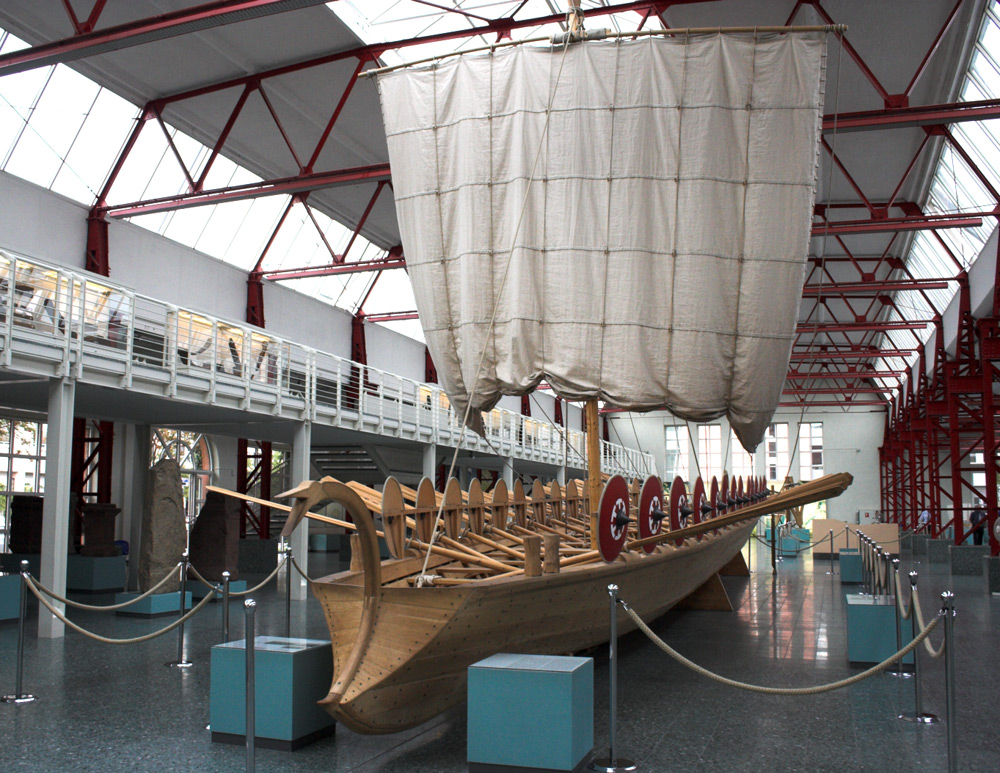
这是一艘全面复原重建的4世纪罗马的河上巡逻艇（lusoria），这艘船可能由第一日耳曼尼亚行省的都督负责指挥。这艘船基于是20世纪80年代在美因茨附近发现的五艘古典晚期罗马内河巡逻船中的一艘的遗骸进行重建的。他被命名为美因茨Type A型，长22 m，宽2.8 m，船型利于快速航行，龙骨呈圆形以便于进入浅滩。该种船定员32名全副武装的水兵（32根桨，每侧16人）。在船上时，士兵们会把盾牌挂在固定在船两边的外沿，以防御从河两岸掷来的投射物或者射来的弓箭。摄于美因茨的Museum für Antike Schifffahrt

除了对波斯人以外，古典晚期帝国军队对其他敌人的最大优势便是高度精密的组织以保证军人能全副武装，以及在作战时获得充分的补给。和罗马人的敌人一样，古典晚期的帝国军队在敌人的土地上作战时也会因粮于敌。但这在罗马的领土上这么做显然是不可取的，在冬季，或在丰收前的春季也同样是不切实际的。帝国复杂的补给组织使军队能够全天候或者在被敌人实行过焦土政策过的地区作战。

### 补给组织
军队的补给责任由所在地区的近卫司政官负责，他控制着一个体系的众多民政机构（包括了管区的代理官以及行省的督查官）以他的名义收集、储存，然后直接输送补给到部队驻扎地或者他们预计要驻扎的驻防工事。正因为补给的数量巨大，运输的计划需要事先进行长期精密的计算，以备于进行对外的大规模作战。帝国后期军团的规模缩水至1000人上下，不过他们每天仍要消耗2.3吨粮食当量的补给。因此，25000人规模的帝国的中央军如果要应对三个月时长的对外作战的话，需要大概5000吨粮食当量的补给（这其中还要包括马匹以及驮畜的饲料）。

### 给养的运输
这样庞大的货物会尽可能用船运，通过海路和/或河路运输，只有最短的距离才使用陆路运输。这是因为水路运输比陆路运输要经济得多（今天依然如此，虽然差别较小）。
罗马公共邮政负责的陆上运输通常是用罗马式马车（angariae）来进行运输，这种车子的最大载重量是1500磅，即680公斤，由两对公牛提供动力。这一时期罗马大多数货船的有效载重量在10000-20000摩底（70–140吨）之间，不过许多供应罗马的粮食货船要大得多，最高可达350吨，少数巨无霸货船可以装载1200吨，比如说吕西安的著作中记载着在公元180年雅典停留的伊西斯号。因此，一艘中位数为100吨的船只，配备20人的船员，可以装载与150辆马车相同的货物（后者则需要150个车夫和600头牛，加上前者的报酬和牲畜的饲料）。如果风向有利，商船的航行速度比牛车通常3 km/h（2 mph）的速度快三倍，而牛每天最多只能运输5小时。因此，货船每天可以轻松达到100 km（62 mi）的里程，而牛车15 km（9 mi）却只能走15km。与此相对应的是，大多数这种运力的货船只靠橫帆（它们没有桨）推进。通常它们只能在有风的情况下前进，如果无风的情况下要在港口呆上许多天等风刮来。（然而，较小的沿海和河道货船被称为罗马快船actuariae可以使用划桨的方式行驶，相比于在地中海驶行的货轮而言他们更具有灵活性。）海上运输在冬季也至少有四个月的时间完全中断（因为暴风雨天气使运输太危险即使是在其余的八个月，水上的沉船事故依然普遍如常。尽管如此，现存的运价显示，通过海路运输一批谷物从叙利亚到卢西塔尼亚（即整个地中海的周长再加一段距离--约5,000 km）也要比短的多的路程的陆上运输要便宜。
在河流上，罗马快船actuariae全年几乎都可以使用，除非在河流结冰或暴雨或融雪后的高水位时期，此时河流非常危险不可出动。罗马帝国在莱茵河和多瑙河沿线设立为边界的原因相比于防御需求而言更多在于物流的便利性。这些河流沿岸军用港口星罗棋布，而保护运输船的责任则肩负在内河都督麾下的帝国海军fluvial flotillas上。百官志上并没有写到有关于莱茵河船队的记录，这也许是当时高卢边境沦陷的关系，但却提到了四支多瑙河的船队classes Histricae以及另外八支在多瑙河支流活动的船队。每支船队都有一名对所在地的都督负责的罗马海军提督率领。多瑙河上的每个多瑙河沿岸省份的都督都至少处置一个船队，在潘诺尼亚都督的名下，有三位提督长官听命于他。

### 武器的制造
在4世纪，武器和装备的生产高度集中（而且可能是标准化的），百官志中记载了大量的国营的兵工厂，即fabricae。不知道这些工厂是什么时候建立的，但在戴克里先时代肯定存在。至少在2世纪的时候，有证据表明军团驻地，甚至更小型的辅助兵团驻地内就有不同规模由士兵们自营的兵工厂负责提供装备。而元首制时期，无论是文学还是考古学上，还没有证据表明有军队基地外的民营兵工厂存在的痕迹（考古学家们也没有发掘出帝国后期的兵工厂，不过也不能排除它们的存在）。帝国后期的兵工厂一般设立在边境督区及其下属省份，有些既生产武器和盔甲（例如总装工厂fabrica scutaria et armorum），有些则生产其中一样。另一些则专门生产以下一种或多种产品：fabrica spatharia（铸剑）、lanciaria（铸矛）、arcuaria（铸弓）、sagittaria（铸箭）、loricaria（铸一般铠甲）、clibanaria（具装骑兵甲）以及ballistaria（投射器）。

## 驻防工事

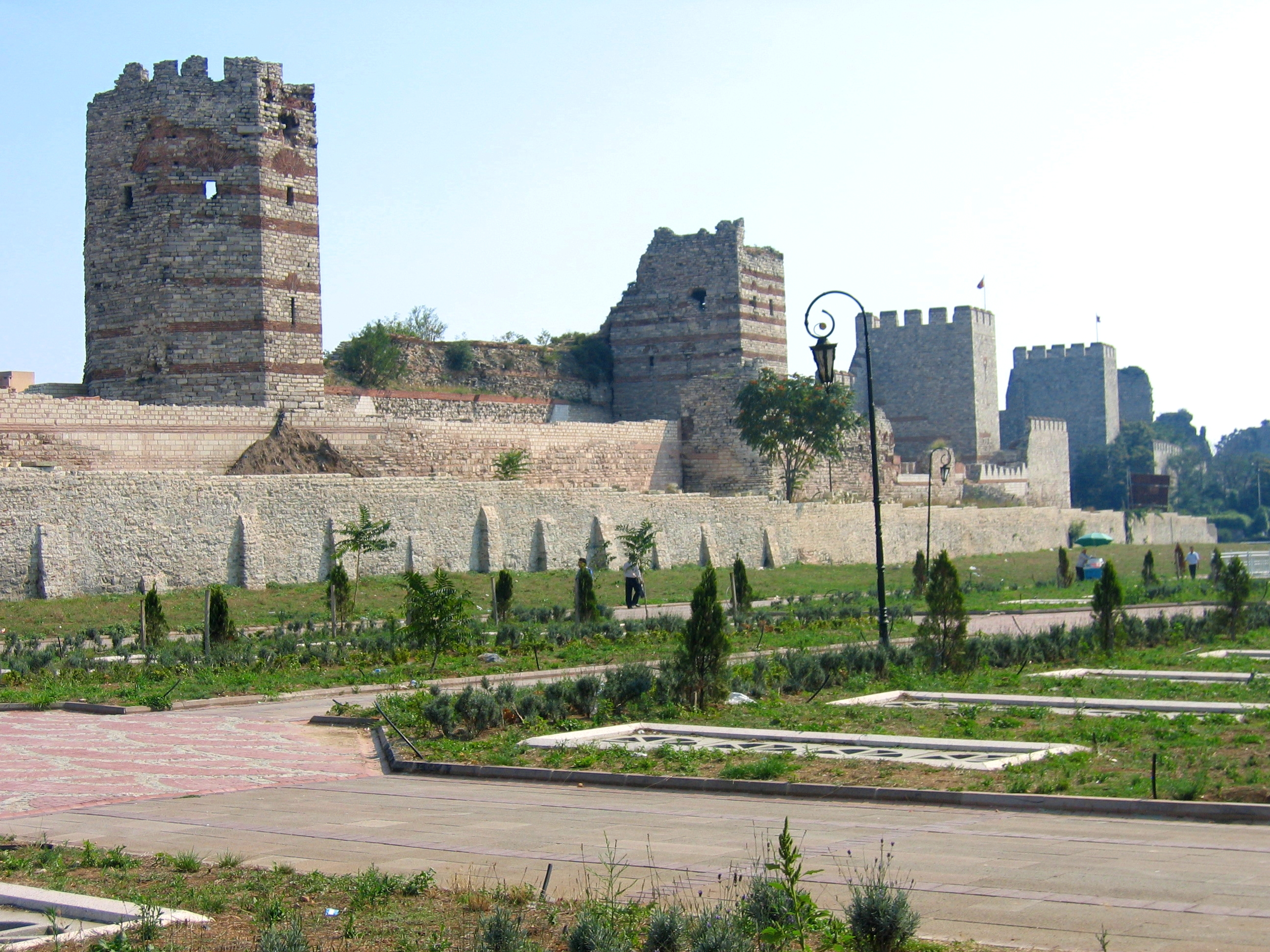
位于君士坦丁堡的狄奥多西墙，建于408-413年，以增加原有君士坦丁堡城墙保护的城区面积。请注意这些幸存部分的城墙上的巨大带城垛的塔楼，这些城墙实际上是由三层不同高度城墙组成的，每一层都可以俯瞰另一层。事实证明，即使是最庞大的军队也无法攻破，直到中世纪晚期爆破性火炮的出现

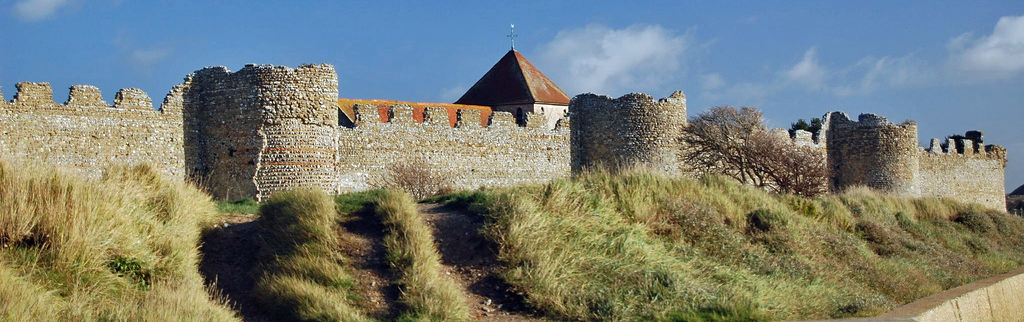
罗马后期防御工事的一个案例。请注意突出的塔楼，以便进行俯视射击。当时的城墙与塔楼都明显要比现在的要庞大，这些圆齿状的建筑并非原有，而是在中世纪时期从幕墙本身上粗暴地分割而成。城墙内可见的教堂是12世纪Normans所建。摄于可追溯至三世纪时期的波切斯特城堡

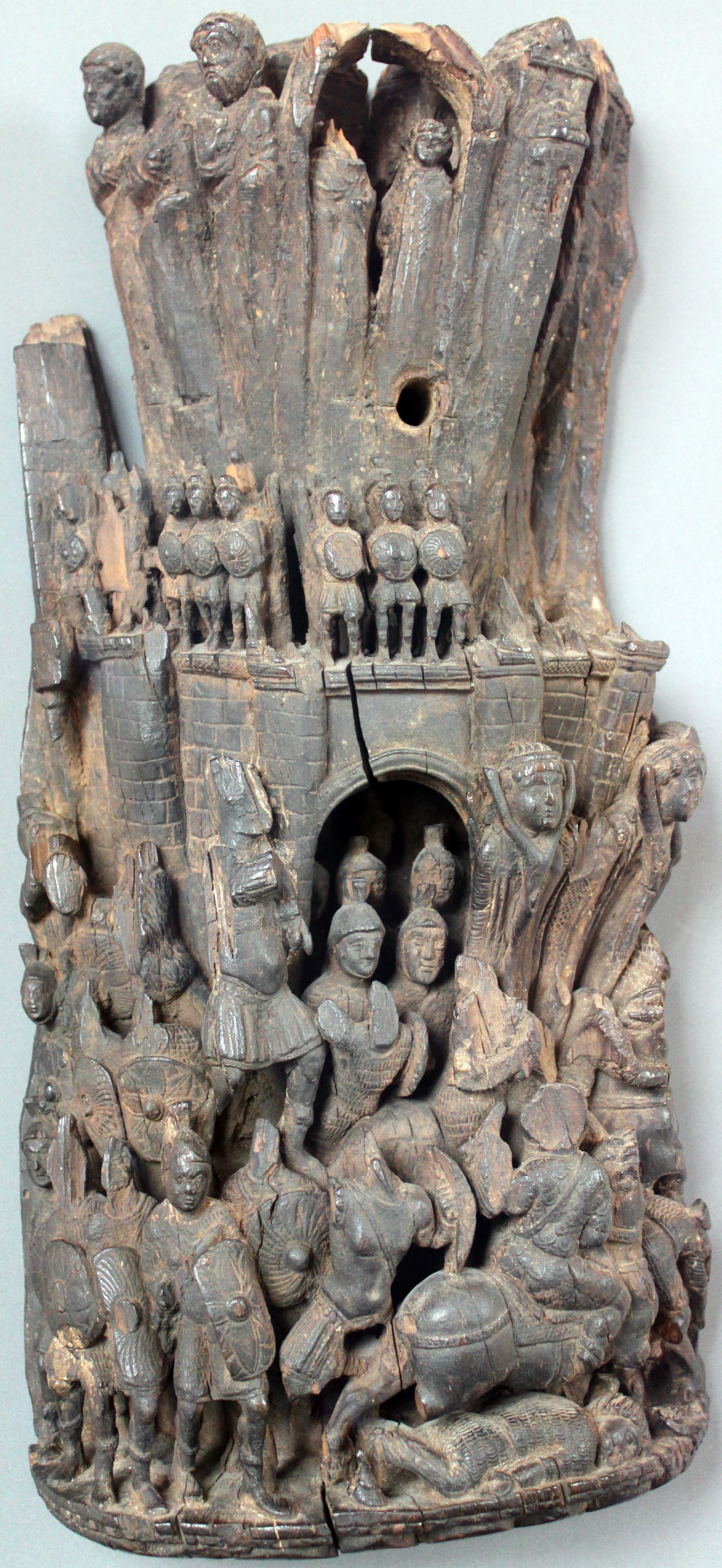
五世纪早期西罗马帝国的解放被围困城市的浮雕，摄于柏林的博德博物馆（inv. 4782）。很明显步兵和骑兵都穿着甲胄

与一二世纪相比，三四世纪时期拥有更多的堡垒，也拥有更庞大的防御工事。罗马后期的防御工事（无论是后来的新建的还是过去翻新的）相比过去的而言，都具有强得多的防御能力。而且相比于元首制只在边境地区修建堡垒的做法不同的是，罗马后期在全国各地都修建堡垒，甚至包括了罗马及东部的新都君士坦丁堡。
根据Luttwak的说法，一二世纪的罗马堡垒，无论是罗马军团的营地castra legionaria（不准确地译为军团堡垒） 还是辅助军团的堡垒，这些建筑物都只是为了防止袭击的住宅型基地。典型的基地都呈现扑克型的长方形，外墙很薄且狭长低矮，水沟很浅，大门也不坚固。而这些基地设施的存在意义不是为了防止敌人入侵，而是为了划定地盘，防止小股敌人的侵入。这种观点过于极端，因为所有的证据都表明，这种堡垒，甚至是基于行军营设计（沟渠、土城墙和木栅栏）的较初级的早期类型，都能提供相当程度的保护。比如说69-70年的巴达维人之乱中，5000人规模的第十五初创军团在克桑滕的驻地Castra Vetera遭遇了规模远超于己的巴达维人和由基维利斯率领的辅助军团叛军的围攻，尽管后者布置了约8000名罗马人训练过的装备精良的辅助军队同时动用了攻城器械。而罗马人最终却因饥饿而被迫投降，献出要塞。
然而，后来的堡垒无疑是按照比2世纪高得多的防御规格建造的，包括以下特点：
1. 更宽（平均约10 m）更深（平均约3 m）的围沟，比起传统的V字型而言更平坦。[142]以此可以增加将攻城设备（例如云梯和撞锤）带至墙边的难度。同时这种沟壑会将攻城方聚集到一个封闭区域从而可以集火打击。[283]
2. 更高（平均约9 m）更厚（平均约3 m）的城墙。这些城墙是由石头或者石头/碎石组合而成，加宽的厚度使敌对方难以通过地道挖掘的方式渗透入侵。高度则逼迫入侵者使用折叠云梯。城墙的护栏上会有垛口 帮助士兵们挡住外界射过来的远程投掷物（例如弓箭、掷石）[284]
3. 更高（平均约17.5 m）的突出的角楼和间隔楼。这可以让士兵们拥有高地优势，从上往下倾倒热油，甚至往攻城士兵的人堆里放火。塔楼通常是圆形或者半圆形的，相对正方形较少，因为正方形的塔楼的防御性较差。塔楼一般间隔30米（98英尺） 设一个。[285]
4. 城门塔，在大门两侧各建一座，从门上凸出，以便防守者向入口前的区域射击；城门本身通常是木制的，上面有金属覆盖板，以防止被火烧毁；有些城门有格状吊闸（英语：portcullises）；后门建在塔楼内或塔楼附近，以便于出击。[286]

相比于新建堡垒，帝国中央更倾向于将旧有的营地升级成堡垒。因此，早期堡垒周围常见的两条平行沟渠可以通过挖掘它们之间的地面而连接起来。同时还增加了射击塔。城门要么用凸出的塔楼重建，要么通过建造一个大型的矩形堡垒将其封死。城墙的厚度在旧的基础上增加一倍，以加强城墙的强度。升级后的堡垒一般比新建的大得多。新堡垒的面积很少超过一公顷，通常是为了填补旧堡垒和城镇之间的空隙而设置的。然而并不是所有四世纪的堡垒都经过了对过去旧营地的升级。不列颠地区的堡垒例如哈德良长城附近的堡垒，历时经久，并没有进行大规模的改造。
罗马晚期防御工事的主要特征明显预示着中世纪城堡的诞生。但我们不能因此过度夸大罗马后期的防御工事的防御能力。比如说罗马后期的要塞并不总是位于可以进行布防的地点，例如山顶上。而且这些堡垒并不具有独立的后勤设施，不过守军驻军可以依靠内部补给生存多年（堡垒内拥有水井之类的地下储水池和大规模的粮仓）。它们仍然是部队的基地，以便在战场上与敌军作战。
然而，防御能力较强的堡垒的好处是显而易见的：在蛮族入侵的时候，因为蛮族们通常缺乏攻城设备以攻击要塞，所以这些建筑物可以作为不堪重负的地方部队的临时避难所，以便于他们在此处等待救援。而这些堡垒内部可以储存的补给品能让士兵们留存数周，并为后援部队提供补给。这些堡垒还可以作为基地，防守者可以从这些堡垒出击，打击孤立的蛮族部队并和友军进行配合。
问题是，为何从四世纪开始罗马的军队需要如此强防御功能的堡垒，而二世纪的部队不需要呢？ Luttwak认为，可防御的堡垒是4世纪纵深防御“大战略”的一个组成部分，而二世纪的“以攻代守”战略是不需要这些堡垒的。但一些学者对这种“战略”的存在提出了强烈的质疑，因为罗马军队后期的许多做法都仍是前进式防御的特征。另一种解释是，以攻代守的防御政策仍然有效，但整体效果不如以前，而且蛮族的袭扰更频繁地渗透到帝国中去了。（见下文的战略)

## 战略与战术

### 战略
Edward Luttwak1976出版的的《罗马帝国大战略》重新提出了特奥多尔·蒙森的假说，即3世纪和4世纪初，帝国的防御战略从元首制的“前进式防御”（或“阻断式防御”）转变为“纵深防御”。根据Luttwak的说法，元首制时期的部队在蛮族人即将形成大规模入侵的队伍之前就消灭这股威胁。帝国通过动员边界区的罗马军团和辅助军团，并在边境外建立和驻扎战略要地来实现的。因此，应对威胁的回应便将是向蛮族领土进行钳形攻势：来自边境基地的大量步兵和骑兵部队将立即越界进入蛮族土地，拦截已经纠结在一起的敌军。
Luttwak认为，前进式防御的机制总是容易受到异常庞大的蛮族部队的影响，因为罗马军队在巨大的边界上分布得太过稀疏，无法应对这种威胁。而且在边界后部没有任何预备队的情况下，一旦该地区的军团被击破，入境的蛮族部队将无人阻挡，他们会在其他边境守备的增援部队成功拦截之前肆意深入帝国的腹地。
Luttwak认为，纵深防御的核心是接受罗马边境省份本身将成为打击蛮族威胁的主要作战区，而不是边境对面的野蛮人土地。在这个策略下，边防军不会试图击退大规模的入侵。相反，他们会退入坚固的据点，等待野战军的到来阻击入侵者。边防军相比元首制时期的边防军团而言实力会弱许多，但其规模和质量的减少w将通过建立更强大的防御工事来弥补，以保护他们自己。
但是Luttwak的论述的正确性受到了一些学者的强烈质疑，尤其是研究东罗马军队的领军人物B. Isaac，他对此种理论进行了严厉的批判。Isaac认为，帝国没有情报能力或集中的军事规划来维持一个大战略，最显著的例子就是，帝国并不存在近代政府所拥有的种参谋部。无论出于何种情况，Isaac认为，帝国对防御本身根本不感兴趣：即使是四世纪而言，帝国的部队无论是在意识形态或者军事姿态上均具有高度的侵略性。
此外，缺乏实质性的考古学或文学材料来支持纵深防御理论。J.C. Mann 指出，无论是在百官志还是在考古学文档中，都没有证据表明莱茵河或多瑙河沿岸的部队驻扎在边境腹地。相反，几乎所有被确认为4世纪在多瑙河流经地区所建造或占领的堡垒都非常靠近多瑙河，甚至都到了多瑙河的对岸，与2世纪的分布惊人地相似。
另一个所谓的“纵深防御”的支持依据便是驻扎在帝国内境的中央常备扈从军。一种传统的观点认为，中央扈从军的作用是作为最后的战略储备，可以拦截如3世纪末一样，成功深入帝国的大规模蛮族部队。然而，中央常备军是在312年由君士坦丁一世所创建，而之前并无同等先例。更何况，在这之前的40年里，帝国也并未遇到蛮族入侵成功的案例。另外Luttwak自己也承认，它们距离边境太远，在拦截蛮族入侵方面没有太大的价值。他们到达相应的战区可能需要数周甚至数月的时间。虽然常备扈从军常被认为是机动野战军，但在这里，“不机动”会是更准确的描述。因此，现代主流观点认为，中央常备军的存在意义，与其说作为抵抗外敌的核心战备力量，不如说是以此威慑潜在的篡权者，并提供强大的战力以便皇帝调遣并打击他的敌人。
Luttwak对于罗马军队的分析在君士坦丁统治末期，即管区的野战军建立的时间点上终止。与中央扈从军不同的是，野战军分置在帝国境内的各个战区，离各自的边境足够近。但他们的驻扎地可能与2世纪的军团所在地差别不大，他们显然是在城市内过冬，而不是在专门建造的军团基地内过冬。比如说帝国东西政府都存在的伊利里亚野战军都在西尔米乌姆过冬，那里自二世纪时期开始就是罗马军队在伊利里亚的主要军事据点。
此外帝国保留了元首制时期前进式防御政策的核心特征：与居住在帝国边境的部落签订互助条约的制度。罗马人将承诺保护盟友不受邻国的攻击。作为回报，盟友将承诺不掠夺帝国领土，并防止邻近部落也这样做。虽然盟友在官方上被称为纳贡者tributarii（即必须向罗马缴纳现金或实物的贡品的附庸），但实际上，盟友的忠诚往往是通过罗马的礼物或定期补贴来保证的。这种做法适用于帝国境内所有的蛮族部落。罗马人在四世纪继续协助附属部落来进行自我防卫。比如说君士坦丁一世时期，帝国军队在多瑙河北岸100–250 km处，修建了总长度约1,500 km（932 mi）长的边境长城，例如位于现匈牙利和罗马尼亚边境的魔鬼坝以及罗马尼亚境内的君士坦丁长城，由本地以及罗马军队的混合军驻守。这道防线的本意是为了保护在蒂萨河和瓦拉几亚平原的萨尔马提亚和达契亚人部落，以防北方哥特人的侵袭。这就形成了一个从阿昆库姆（现布达佩斯）一直延伸到多瑙河三角洲的外多瑙河缓冲区，这显然与帝国欲将多瑙河边境省份设为缓冲区的命题相矛盾。毕竟伊利里亚出身的军方高层以及皇帝们并不乐见生养自己的省份沦为对敌的交战区。
4世纪期间所有的罗马皇帝们继续在帝国边界以外进行大规模的频繁进攻行动。这些与Luttwak 所描述的元首制早期的前进式防御政策的钳形攻势惊人地类似。比如说，375年瓦伦提尼安一世对夸迪人部落进行了大规模的远征。尤利安在356–360期间以及瓦伦提尼安一世在368–374年期间 进行了几次横跨莱茵河和多瑙河的军事行动，其目的是迫使当地部落屈服，并接受罗马帝国作为他们的宗主国。
因此，古典晚期罗马军队的防御态度包含了许多元首制时期军队的做法，使得一个疑问被提出，即纵深防御是否在现实中被认作一种战略来考虑或实施。但在学术界，关于纵深防御的辩论仍然十分活跃。

### 骑兵所扮演的角色

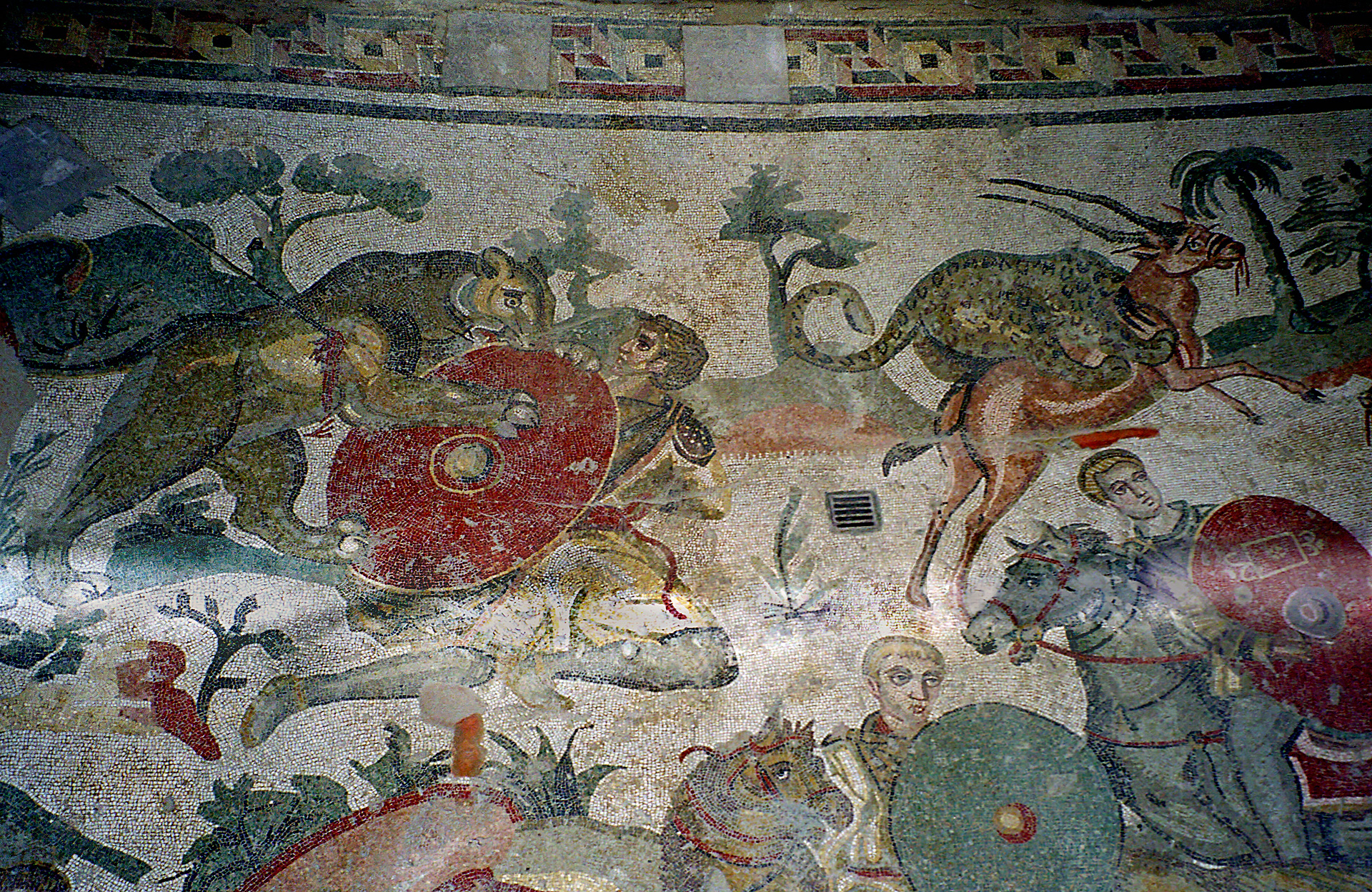
在狩猎场景中的晚期罗马骑兵军官（于右下角）。在战斗中，大多数骑兵会像步兵一样，穿着链甲和头盔。该图为4世纪西西里皮亚扎阿尔梅里纳的马赛克画

一个传统的论点是，骑兵在4世纪军队中的重要性比2世纪时要大得多。根据这种观点，骑兵在总兵力中的比例大大增加，并从步兵手中接过了主要的战术作用。其地位也比2世纪时高得多。同时，步兵在作战中的效率和价值下降，使骑兵成为有效的武装。事实上，没有很好的证据支持这种观点，有很多证据反对这种观点。
关于罗马军队内的骑兵数目，在二世纪元首制时期的部队，帝国境内军队总数在385000人左右，其中大概有80000人是骑兵，占了大概21%。至于帝国后期，军队内大概有三分之一的编制是骑兵，但是骑兵占军队的比例仍较低，因为军队内骑兵编制的平均人数相比步兵编制要少。例如在扈从军中，布旗队的建制人数是军团的一半。总的来说，现有的材料表明，骑兵的比例与2世纪时基本相同。例如：478年，38000人规模的扈从军中包括了8000名骑兵（21%）。而357年在高卢的13000-15000人规模的扈从军，骑兵有3000人，占比20–23%。
因此，4世纪的大部分战役和前几个世纪一样，主要是步兵的交锋，骑兵起辅助作用。最主要的特例出现在帝国东部边境，由于波斯人依靠骑兵作为主战力，所以在这片地区的骑兵战术地位相对突出。这使得罗马人不得不加强自己的骑兵队伍，重点增加了甲胄骑兵的数量。
所谓骑兵在4世纪的地位较高的说法也是值得怀疑的，因为这种观点本身低估了骑兵在2世纪的重要性。从元首制时期开始，帝国的骑兵地位始终就高于步兵：在图密善统治时期（81–96在位），辅助军团的骑兵就比同军团内的步兵的薪水高20-40%。
一些现代学者认为4世纪的骑兵是比步兵更有效率的兵种，这种观点当然不被阿米安努斯和他的同时代人认同。阿米安努斯描述了由于罗马骑兵的无能或怯懦而实际或几乎失败的三次重大战役：（1）357年的斯特拉斯堡战役，包括具装骑兵在内所有骑兵都被阿勒曼尼骑兵击败，从而导致罗马步兵的右翼受到日耳曼人的夹击。而骑兵们逃到步兵后方之后，尤利安制止了他们的溃退，重整了他们让他们重返战场。（这些具装骑兵的士兵们战后被惩处，皇帝让他们穿上女装示众）。（2）363年的远征波斯期间，两个骑兵团的骑兵因为受到波斯人奇袭而溃逃（其中一支骑兵团的士兵被施以十一抽杀律，另一支部队则要下马作战）。而之后，特尔提亚奇骑兵团Tertiaci因为在步兵即将突破波斯战线的时候逃离战场，尤利安惩罚他们与军营后勤人员随行。（3）378年的亚德里安堡战役中，罗马骑兵对这场灾难性的失败负有主要责任。当瓦伦斯试图与哥特人停战的时候，御林军不听指挥擅自对哥特人发起了攻击；攻击失败了，当哥特骑兵出现时，罗马骑兵逃跑了，罗马步兵左翼暴露了。哥特骑兵随即击溃了罗马左翼；哥特骑兵于是从罗马军队的左翼发起主攻，导致罗马军崩溃，战事彻底以失败告终。
相比之下，在阿米安努斯的著作中，包括了扈从军和边防军，都有着多次上佳的表现。在波斯人359年围攻阿米达城的时候，尽管城池陷落，阿米安努斯仍目击到并证实了当地边防军对抗敌军的老练顽强。而在357年的斯特拉斯堡战役，步兵在整个过程中表现出非凡的技巧、纪律和韧性，并在两个关键的节点力挽狂澜（详细细节可以参考斯特拉斯堡战役）。即使是378年在亚德里安堡灾难性的惨败，罗马步兵与抛弃他们的骑兵不一样，他们在被三面包围的情况下，仍然在战场上与数倍于己的哥特人死战到底。

### 战术
帝国后期的盔甲和武器与古典时期大体保持一致，而他们的战术也同样萧规曹随。系统性的侦查、行军队形、战斗阵列、营地布防、攻城器械技术这些关键的要素都被完整地沿袭了下来。本节研究晚期战术中与元首制时期不一样的方面。
有一点与元首时期的巨大差异在于，帝国后期的军队理论与实践皆旨在避免与敌军进行公开的战斗。而元首制时期的做法则是尽可能频繁和迅速地与敌军短兵相接。而晚期的帝国军队这样做的动机并非是作战能力的衰退，他们在绝大多数与蛮族的作战中都取得了胜利。相反，首要的考虑似乎是需要最大限度地减少伤亡。与敌军的苦战都会有大量野战军兵员的损失，而这些部队又不容易找到等同的替补部队。这反过来又支持了这样的假设，即帝国晚期的军队在招募足够的兵员，尤其是高质量的新兵方面比元首制时期更为困难。后期的帝国军队通常都会进行相对隐蔽或者讲究战术的作战：伏击、突袭、骚扰、迷惑，诸如此类。使得敌军敌军进入难以获得补给且无法逃脱的区域（比如通过封锁山口或者河道），再将敌军一网打尽。
但是，如果帝国军队身处无法避免战斗的地方，他们会遵循传统做法，重步兵形成一根主中轴线，狭长且逐层排列。弓骑兵和轻装投石手将居于步兵前方，骑兵则居于侧翼，重骑兵在内侧而轻骑兵则在外侧，而一般弓箭手则在步兵阵线的后方。同样还会有兵力不等的预备队步兵与骑兵会被部署在主阵线后方以针对战线被突破的情况发生或者发掘战机。在军队后方差不多一英里距离通常会有一个布防过的营地，里面会有随军行李以及杂务人员，还会有一小股部队看守。它可以在军队投入战斗的时候成为军人溃逃时的避难处。罗马军队通常不会在不设防的情况下在野外过夜，他们会在营地外挖一道沟渠，使用杂物垒成外墙，并安上削尖的木头，交叉起来作为栅栏，形成一道坚不可摧的屏障。这种系统性的防御措施能有效地防止突袭，使部队能够睡个好觉。
晚期军队似乎在战场上的战术方面有所发展。在早期的元首制时期，步兵大规模依赖铅头标枪pilum，他们在投掷出标枪后冲锋，这招有效的让蛮族部队瓦解或者混乱。在这之后，军团步兵根据训练时的要求使用罗马短剑进行极具进攻性的近身白刃战，刺穿敌军的腹部，快速地推进战线，与近代的刺刀训练如出一辙。在近身战中罗马人的盔甲为士兵们带来极大的近战优势，正因为如此罗马人在对战训练装备皆不出色的蛮族部队时，这一战术常常轻易让敌方溃败。在步兵阵线前方的弓骑兵和投石手会在步兵短接交战前事先将弓箭与掷石射向蛮族军队，然后迅速向步兵后方撤退，和已经在那里的弓箭手一起，射出箭雨与投掷物掠过己方士兵的头顶击向敌军。骑兵在各翼的任务是分散敌方的骑兵，然后在可能的情况下，包抄敌方步兵主力，从侧翼和后方攻击他们。
而后期帝国军队在某种意义上发展了新的战术，弓箭手和骑兵的做法趋同，但是步兵的战术已不再那么激进。他们已不再主动冲锋，相反他们会等待敌军主动冲过来。在战场上，罗马步兵将形成紧密的阵型，(2–2.5 m long）的刺矛代替了只有0.5米（1英尺8英寸）长的短剑，成为了全新的近战兵器。攻击范围更远的刺矛，与椭圆或圆形盾牌的结合，令长矛从重叠的盾牌之间形成的'V'形缝隙中伸出，使得与盾牌相互交错形成“盾墙”的战斗阵列成为可能。同样帝国后期的部队也在投掷物上从过去只能单次击发的铅头标枪Pilum变成了可以使用更久的标枪以及罗马飞镖。
这种作战方式符合减少军队内部人员的伤亡的目的，而斯特拉斯堡战役证明了其成效。这场战役主要是一场消耗性的战斗，持续施压于阿勒曼人以及同谋的蛮族，使得他们最后溃败。虽说战斗漫长而且艰苦，但是罗马人的伤亡相比于对面阿勒曼人的损失可以忽略不计。

## 蛮族化理论

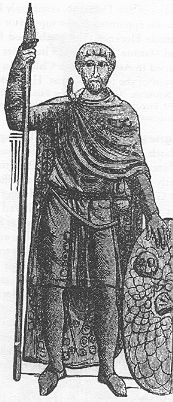
斯提里科的画像，这位拥有半个汪达尔人血统的军人在395-408年期间在帝国的西部政府担任两军大元帅。画像中的他并未穿盔甲，而是在他的丘尼卡上披着斗篷chlamys，左手持椭圆盾，右手拿着长矛。他被认定是405-406年间高卢边境沦陷的替罪羊，但他的调兵遣将的技术可能多次拯救了帝国。该图为1848在意大利蒙扎的象牙双联画

蛮族化理论，最早来自于爱德华·吉本18世纪的巨著罗马帝国衰亡史，这个理论内部包含有两个命题：（1） 其一是帝国后期蛮族兵员的人口基数远多于元首制军队；以及（2） 招募的蛮族数量过多，导致军队的战斗能力大打折扣，是西罗马帝国崩溃的主导因素。如上所述，命题（1）可能是正确的，不过应该记住帝国晚期军队的新兵中可能有四分之三左右仍是罗马人，故本节将讨论命题（2）。
根据吉本的观点，帝国后期的蛮族兵员基本都来自传统的罗马敌对部落，他们对罗马的忠诚度并不是很高，经常背叛旧主，勾结入侵的敌方部落（尤以出身部落为甚）。同时蛮族兵员带来的文化以及习俗遍布军中，使得军队内部武事废弛，罗马人与蛮族的摩擦也屡屡发生，由是军队内部也并非一心。直到最后，军队堕落有如雇佣军一般无力保护帝国。
根据历史学家A.D. Lee认为，几乎没有证据支持这种观点，当然也没有令人信服的理由反对这种观点。首先，后期军队显然不是，也没有变得衰弱。直到五世纪中期西帝国从政治上解体之前，帝国军队仍然是一支极为强大的正规军，并且在与蛮族军队的大部分重大交锋中继续取得胜利。比如说405年的佛罗伦萨围攻战，斯提里科成功击败了拉达盖苏斯的大军。更不需说东帝国，同样比例（甚至更多）的蛮族兵员，却并没有因此走向西帝国同样的命运。在分析过罗马军官种族来源的时候发现，350-399年期间，23%的军官出身自蛮族；449-76时期的军官几乎都已是归属帝国东部的了（因为帝国西部解体，军队亦不复存在），军官出身自蛮族的比例为31%。在百官志中，相比于西部25个的军团编制而言，东部有55个军团编制来自于蛮族的名字。
根据A.H.M.Jones的说法，古典时期的日耳曼的种群间认同根本不存在，即使是日耳曼部落之间也时常互相交战。即使法兰克人和阿勒曼人的部落联盟内部的组成部落也互有世仇，导致大量的部落内小团体不得不投靠罗马人，定居在帝国境内并成为归化民Dediticii，并试图以军户的身份在帝国定居以逃避隔壁部落的压力。而所谓的背叛也仅仅出现于罗马人与这群人所出身的部落作战的情况。即使是阿米安努斯本人也从未将蛮族出身的部队定性为不可靠的部队。相反他在书中认为蛮族士兵与罗马士兵一样忠诚奋战。
军队高度重视蛮族出身的军人的一个迹象是，蛮族兵员会被优先征募进帝国后期军队的精锐部队，在帝国中央辅助军团内部，蛮族兵员的比例大概在三分之一至一半左右（而在军队整体中则占四分之一）。而从三世纪后期开始，对蛮族的招募成为了帝国军队存续的关键，因为他们提供了帝国急需的优质兵员。
前牛津大学历史学家阿德里安·戈兹沃西 认为，帝国西部地区的沦陷，与其归咎于帝国军队的蛮族化，更应该是源自于帝国内部无休无止的内战，因为此严重削弱了其击退或击败境外势力的能力，比如说罗马东部政府在383-432年期间，就没有帝国西部政府那么多的内战。

## 相关词条
- 斯特拉斯堡战役（英语：Battle of Strasbourg）
- 西罗马帝国衰亡成因机制（英语：Historiography of the fall of the Western Roman Empire）
- 罗马陆军
  - 东罗马军队（英语：East Roman army）
  - 罗马辅助兵团
  - 古罗马军事结构发展史

## 引用
1. 1 2 3  Jones (1964) 609
2. ↑  Treadgold 43-60
3. ↑  Elton (1994) 106–107
4. ↑  Lee (1997) 212
5. ↑  Elton (1996) 110–5
6. ↑  Mattingly (2006) 247–8
7. ↑  Goldsworthy (2003) 50, 78
8. 1 2 3 4  Holder (2003) 120
9. ↑  Goldsworthy (2003) 56–8
10. ↑  Goldsworthy (2003) 80
11. 1 2  Holder (2003) 145
12. 1 2  Goldsworthy (2003) 58
13. ↑  Goldsworthy (2003) 60, 66
14. ↑  Goldsworthy (2003) 60
15. ↑  Goldsworthy (2003) 64–5
16. ↑  Goldsworthy (2003) 65–6
17. 1 2  Tomlin (1988) 109
18. ↑  Goldsworthy (2003) 123, 209
19. ↑  The Roman Law Library Constitutio Antoniniana de Civitate
20. 1 2 3 4 5 6 7  Goldsworthy (2003) 205
21. ↑  Goldsworthy (2000) 164–65
22. ↑  Holder (1982) 65
23. ↑  Goldsworthy (2000) 164
24. 1 2 3  Tomlin (1988) 108
25. ↑  Goldsworthy (2000) 164–5
26. ↑  Tomlin (1988) 107
27. 1 2 3 4 5  Goldsworthy (2000) 170
28. 1 2  Zosimus II.43
29. 1 2  Jones (1964) 97
30. ↑  Mattingly (2006) 244
31. ↑  Holder (2003) 133
32. ↑  Mattingly (2006) 223
33. ↑  Goldsworthy (2000) 219
34. 1 2 3  Jones (1964) 620
35. ↑  卡西乌斯·狄奥 LXXI.16
36. 1 2  Holder (1980) 109–24
37. ↑  Jones (1964)25
38. ↑  Zosimus I.24
39. ↑  D. Ch. Stathakopoulos Famine and Pestilence in the late Roman and early Byzantine Empire (2007) 95
40. ↑  Zosimus I.16
41. ↑  Zosimus I.20
42. ↑  J. Kent The Monetary System in Wacher (1988) 576–7.
43. ↑  Duncan-Jones (1990) 115
44. ↑  Tomlin (1988) 110
45. ↑  Jones (1964) 32
46. ↑  Jones (1964) 29
47. 1 2 3 4  Jones (1964) 615
48. ↑  Elton (1996) 148–52
49. ↑  Goldsworthy (2000) 165
50. ↑  Zosimus I.22
51. ↑  Zosimus I.23
52. 1 2  Jones (1964)
53. 1 2  Victor 39.43
54. ↑  Eutropius IX.15
55. ↑  Hist. Aug. Probus 18
56. ↑  Eutropius IX.25
57. ↑  Zosimus II.40
58. ↑  Lee (1997) 221 (note 58)
59. ↑  Luttwak (1977) 177
60. ↑  Luttwak (1976) 177
61. ↑  Goldsworthy (2000) 166
62. 1 2 3 4 5  Jones (1964) 608
63. ↑  Notitia Occidens Title XXXIV
64. ↑  Jones (1964) 50
65. ↑  Jones (1964) 17
66. 1 2  Tomlin (1988) 111
67. 1 2  Jones (1964) 681
68. ↑  Heather (2005)
69. ↑  Jones (1964) 61–2
70. ↑  Jones (1964) 68
71. ↑  Jones (1964) 55–6
72. 1 2 3  Jones (1964) 100
73. 1 2 3  Jones (1964) 613
74. 1 2  Elton (1996) 120
75. ↑  Jones (1964) 100-1, 606, 627
76. 1 2 3  Mattingly (2006) 239
77. ↑  Jones (1964) 58
78. ↑  Zosimus II.54–5 (Translation in Jones (1964) 52)
79. ↑  Jones (1964) 52
80. ↑  Luttwak (1976) 179
81. 1 2  Jones (1964) 125
82. 1 2  Elton (1996) 201
83. ↑  Lee (1997) 216
84. ↑  Treadgold (1995) 45
85. ↑  Elton (1996) 94–5
86. ↑  Agathias History V.13.7–8; Jones (1964) 680
87. ↑  Jones (1964) 683
88. ↑  Duncan-Jones (1990) 105–17
89. 1 2  Jones (1964) 681–2
90. ↑  Duncan-Jones (1990) 117
91. ↑  Treadgold (1995) 44-45
92. ↑  Treadgold (1995) 49-59
93. ↑  Treadgold (1995) 59
94. ↑  Heather (1995)
95. ↑  Thompson (1982) 446
96. ↑  Cameron (1969) 247
97. ↑  Zosimus III
98. 1 2 3  Elton (1996) 89
99. ↑  Heather (1995) 63
100. ↑  Coello (1996) 51
101. ↑  MacMullen (1979) 454
102. ↑  Goldsworthy (2003) 144–5
103. ↑  Goldsworthy (2000) 124–5 (map)（25支罗马军团 每支军团定员5000人）
104. ↑  Holder (2003) 120（28支罗马军团 每支军团定员5500人：自一世纪末开始，军团中的第一大队的定员翻倍，是其他大队定员数的两倍）
105. ↑  Goldsworthy (2000) 152–3 (map)（33支罗马军团 每支军团定员5500人）
106. ↑  Tacitus Annales IV.5
107. ↑  Assuming that auxilia would be expanded by the same amount as legions. J. C. Spaul ALA (1996) 257–60 and COHORS 2 (2000) 523–7 identify 4 alae and 20–30 cohortes raised in the late 2nd/early 3rd centuries
108. ↑  Goldsworthy (2003) 58：9支大队，每支定员480人，此外在加上日耳曼人贴身保镖
109. 1 2  Rankov (1994) 8
110. ↑  Implied by Tacitus Annales IV.5
111. ↑  Hassall (2000) 320
112. ↑  MacMullen How Big was the Roman Army? in KLIO (1979) 454 estimates 438,000
113. ↑  On assumption Diocletian increased numbers by 33% (Heather 1995)
114. ↑  Treadgold (1995) 44
115. ↑  John Lydus De Mensibus I.47
116. ↑  Treadgold (1995) 53,55
117. ↑  Treadgold (1995) 53, 55
118. ↑  Applying mid-point unit size estimates to Notitia units
119. ↑  Treadgold (1995) 55
120. ↑  Lee (1997) 215–6
121. ↑  Goldsworthy (2000) 171
122. ↑  Elton (1996) 214–5
123. ↑  Notitia Oriens Title I: List of duces
124. 1 2 3 4 5  Jones (1964) 610
125. 1 2  Notitia Oriens Title I
126. ↑  Ammianus XVIII.7.3
127. ↑  Jones (1964) 609 (note 4)
128. ↑  Heather（2005) 246
129. ↑  Heather (2007) 247
130. ↑  Jones (1964) 609–10
131. ↑  Notitia Occidens Title V
132. ↑  Notitia Dignitatum Titles IX and XI
133. ↑  Mattingly (2006) 245
134. ↑  Jones (1964) 631
135. ↑  Lee 2007, p. 175.
136. ↑  Southern & Dixon, 1996, pp. 169-170, 171-174.
137. ↑  Jones (1964) 631–2
138. 1 2  Elton (1996) 208
139. ↑  Lee (1997) 214
140. 1 2  Tomlin (1988) 113
141. ↑  Data from: Duncan-Jones (1990) 105–17; Elton (1996) 89; Goldsworthy (2003) 206; Mattingly (2006) 239
142. 1 2 3  Goldsworthy (2003) 206
143. ↑  Jones (1964) 684
144. 1 2 3  Elton (1996) 99
145. ↑  Duncan-Jones (1990) 105–70
146. ↑  Woods (1996) 368–9
147. ↑  Barlow & Brennan (2001) 240–1
148. ↑  The Notitia Dignitatum.
149. ↑  Elton (1996) 106
150. ↑  Luttwak (1976) 173
151. ↑  Jones (1964) 649–51
152. ↑  Lee (1997) 234
153. 1 2  Goldsworthy (2000) 172
154. ↑  Goldsworthy (2003) 203
155. ↑  Tomlin (1988) 112
156. ↑  Elton (1996) 206
157. ↑  http://www.le.ac.uk/ar/stj/ （页面存档备份，存于） Retrieved 7 February 2008
158. ↑  Goldsworthy (2003) 139
159. ↑  Goldsworthy (2000) 213
160. ↑  Goldsworthy (2003) 138
161. 1 2 3 4  Goldsworthy (2000) 169
162. ↑  Elton (1996), p. 106
163. ↑  Notitia Oriens.V
164. ↑  e.g. Notitia Oriens.XXXI
165. ↑  Elton (1996) 105
166. ↑  Rance (2014) 475-6
167. ↑  Elton (1996) 104
168. ↑  .   [2021-02-08]. （原始内容存档于2016-03-03）.
169. ↑  Southern and Dixon (1996), p. 72
170. 1 2  Jones (1964) 611
171. ↑  Rossi (1971) 104
172. ↑  Goldsworthy (2003) 204
173. ↑  Jones (1964) 611–2
174. ↑  Elton (1996) 92
175. ↑  Goldsworthy (2003) 77
176. ↑  Mattingly (2006) 356
177. ↑  Jones (1964) 614
178. ↑  Elton (1996) 134
179. ↑  Roman Diplomas Online Introduction
180. ↑  Jones (1964) 614, 616
181. ↑  Milner, N. P. . Liverpool: University of Liverpool Press. 1993: 6. ISBN 0853232288.
182. ↑  Codex Theodosianus for December 398 (Cod. Theod. X 22,4)
183. ↑  Jones (1964) 617
184. 1 2 3 4 5  Goldsworthy (2003) 208
185. ↑  Lee (1997) 221–2
186. ↑  Vindolanda Tablets 166–77
187. ↑  Jones (1964) 633
188. ↑  Elton (1996) 154
189. ↑  Heather (2005) 119
190. ↑  Roman Military Diplomas Vols IV and V: Personnel tables
191. ↑  Tacitus, Germania 28; Dio Cassius, LXXI.11
192. ↑  Lee (1997) 222–3
193. ↑  http://www.roman-britain.org （页面存档备份，存于） Table of auxiliary regiments
194. ↑  Zosimus books IV, V
195. ↑  Elton (1996) 144–5
196. ↑  Elton (1996) 148–9
197. ↑  Elton (1996) 136
198. ↑  Jones (1964) 619
199. ↑  Jones (1964) 619–20
200. ↑  Elton (1996) 121–2
201. ↑  Jones (1964) 623
202. ↑  Elton (1996) 120–1
203. ↑  Goldsworthy (2003) 94
204. ↑  Jones (1964) 31
205. ↑  Duncan-Jones (1990) 35
206. ↑  Jones (1964) 647
207. ↑  Jones (1964) 626, 647
208. ↑  Jones (1964) 634
209. 1 2  Goldsworthy (2003) 202
210. ↑  Based on: Jones (1964) 634; Goldsworthy (1995) 202; Holder (1980) 90–6
211. ↑  Jones (1964) 640, 643
212. ↑  The Economic History of Byzantium: From the Seventh through the Fifteenth Century 的黎波里塔尼亚都督的薪资为1,582苏勒德斯
213. ↑  Treadgold (1995) 152 地区野战军元帅的年俸推测为160磅金，薪金为11520苏勒德斯
214. ↑  Treadgold (1995) 107 中央常备军对应的奥普希金军区，在被拆分之后，成为了以下数个组成部分：1，禁军战团的部分，囊括了Scholai,Excubitoi和Vigla(骑兵)及Noumeroi和Teichistai(步兵),；军区部分，囊括了拆分后的奥普希金，布刻拉里亚，奥普提玛顿和色雷斯,其各单位指挥官的薪金总和为196磅金，对应4-6世纪时期的784磅金，因东部常备军司令有两位，故平均为392磅金，约400磅金，其薪金约为28800苏勒德斯。
215. ↑  Jones (1964) 636
216. ↑  Goldsworthy (2003) 118
217. ↑  Jones (1964) 636–40
218. ↑  Jones (1964) 640
219. ↑  Elton (1996) 101
220. ↑  Jones (1964) 642
221. ↑  Jones (1964) 640–1
222. ↑  Jones (1964) 526
223. ↑  Jones (1964) 105
224. 1 2 3  Jones (1964) 641
225. ↑  Elton (1996) 91
226. ↑  Notitia Occidens Title
227. ↑  Tomlin (1988) 115
228. ↑  Jones (1964) 639
229. ↑  Elton (1996) 107
230. ↑  Goldsworthy (2003) 120, 127
231. ↑  Mosaic from Piazza Armerina
232. ↑  Sumner and D'Amato, 7–9
233. ↑  Sumner and D'Amato, 37
234. ↑  Goldsworthy (2003) 129
235. ↑  Milner NP. Vegetius: Epitome of Military Science, second edition, Liverpool University Press, 1996. pp. xxxvii ff
236. ↑  Rosenbaum, S; "Who was Vegetius?" published on Academia.edu 2015 https://www.academia.edu/5496690/Who_was_Vegetius （页面存档备份，存于）
237. ↑  Seeck O. Die Zeit des Vegetius. Hermes 1876 vol.11 pp. 61–83. As quoted in Milner NP. Vegetius: Epitome of Military Science, second edition, Liverpool University Press, 1996. pp. xxxvii ff
238. ↑  De Re Militari. Flavius Vegetius Renatus. Translated by Lieutenant John Clarke 1767. Etext version by Mads Brevik (2001) http://www.pvv.ntnu.no/~madsb/home/war/vegetius/dere03.php （页面存档备份，存于）
239. 1 2  Elton (1996) 110
240. 1 2  Elton (1996) 111
241. ↑  Notitia Oriens.XI
242. ↑  Elton (1996) 112
243. ↑  Bishop and Coulston (2006) 208
244. ↑  Coulston (1990) 142-143
245. ↑  Ammianus, XVI 10
246. ↑  Symonds, Matthew. . Roman Military Architecture on the Frontiers: Armies and Their Architecturue in Late Antiquity. 2015: 56.
247. ↑  Goldsworthy (2003) 137
248. ↑  Goldsworthy (2003) 126
249. ↑  Southern and Dixon, pp. 94-95
250. ↑  Goldsworthy (2003) 123, 126
251. ↑  Southern and Dixon, pp. 92-94
252. ↑  Goldsworthy (2003) 123, 205
253. ↑  Southern & Dixon (1996) 92–93
254. ↑  Bishop & Coulston (2006) 210–213
255. ↑  Bishop & Coulston (2006) 214–5.
256. ↑  Codex Theodosianus 10.22.I (11 March, 374)
257. ↑  Elton (1996) 115
258. ↑  The Strategikon book 1, sections 2 and 8, book 3, section 1, book 12B, section 5. Although this covers a later period, going by George Dennis's translation, most horse archers did not carry shields, and the foot archers carried small shields.
259. ↑  Bishop & Coulston (2006) 217
260. ↑  Bishop & Coulston (2006) 202
261. ↑  Bishop & Coulston (2006) 205
262. ↑  Goldsworthy (2000) 167; (2003) 205; Dennis, "Maurice's Strategikon," 139.
263. 1 2 3  Goldsworthy (2000) 168
264. ↑  Elton (1996) 108
265. ↑  Jonathan Roth, The Logistics of the Roman Army at War (264 BC - AD 235), although covering an earlier period, discusses the same constraint on pp. 137 and 139.
266. ↑  Ammianus, book 17, chapter 8.
267. ↑  Elton (1996) 236
268. ↑  Elton (1996) 237
269. ↑  Jones (1964) 831
270. ↑  Jones (1964) 843, 868
271. 1 2  Jones (1964) 842
272. ↑  http://www.2.rgzm.de 的存檔，存档日期2013-08-13. Merchant Vessels and Maritime Commerce in Roman Times
273. ↑  Jones (1964) 843
274. ↑  Jones (1964) 844
275. ↑  Notitia Oriens Titles XXXIX to XLII and Occidens Titles XXXII to XXXIV
276. ↑  Jones (1964) 834
277. ↑  Goldsworthy (2003) 88, 149
278. ↑  Elton (1996) 116
279. ↑  Notitia Titles Oriens XI, Occidens IX
280. ↑  Elton (1996) 161–71
281. ↑  Luttwak (1976) 134–5
282. ↑  Tacitus Historiae IV.22, 23, 29, 30, 60
283. ↑  Elton (1996) 161
284. ↑  Elton (1996) 163
285. ↑  Elton (1996) 162–3
286. ↑  Elton (1996) 164
287. ↑  Elton (1996) 165–7
288. ↑  Elton (1996) 167
289. ↑  Isaac (1992) 198
290. ↑  Luttwak (1976) 132–4
291. ↑  Mann (1979) 175–83
292. ↑  Luttwak (1976) Fig.3.3
293. ↑  Luttwak (1976) 136
294. ↑  Luttwak (1976) 132
295. ↑  J. C. Mann in Journal of Roman Studies 69 (1979)
296. ↑  F. Miller in Britannia 13 (1982)
297. ↑  Isaac (1992) 372–418
298. ↑  Isaac (1992) 378, 383, 401–6
299. ↑  Isaac (1992) 387–93
300. ↑  Mann (1979) 180–1
301. ↑  Mann (1979) 180
302. ↑  C. Scarre Penguin Historical Atlas of Ancient Rome (1995) 87 (map)
303. ↑  Elton (1996) 157, 159 (Fig 13)
304. ↑  Luttwak (1976) 190
305. ↑  Elton (1996) 215
306. ↑  Mann (1979) 181
307. ↑  Elton (1996) 209
308. ↑  Scarre Atlas 87
309. ↑  Ammianus XVI.11
310. ↑  Ammianus XXVII.10, XXVIII.2, XXIX.4, XXX.5,6
311. ↑  Elton (1996) 105–6
312. ↑  Hassall (2000) 336
313. ↑  Tomlin (1998) 117–8
314. ↑  Ammianus XVI.12
315. ↑  Ammianus XXXI
316. ↑  Ammianus XIX.1–8
317. ↑  Goldsworthy (2000) 176–7
318. ↑  Ammianus XXXI.13
319. ↑  Elton (1996) 243–63
320. 1 2  Goldsworthy (2000) 182
321. ↑  Elton (1996) 216
322. ↑  Elton (1996) 218
323. ↑  Elton (1996) 216, 218–9
324. ↑  Arrian Acies contra Alanos
325. ↑  Elton (1996) 251–2
326. ↑  Webster G. (1998), p. 129
327. ↑  Goldsworthy (2000) 137
328. ↑  Elton (1996) 109
329. ↑  Ammianus XVI.12 (para. 44)
330. ↑  Lendon (2005) 261–268
331. ↑  Goldsworthy (2000)
332. ↑  Lee (1997) 233
333. ↑  Elton (1996) 148
334. ↑  Notitia Dignitatum passim
335. ↑  Jones (1964) 622
336. ↑  Jones (1964) 621–2
337. ↑  Elton (1996) 138
338. ↑  Elton (1996) 151
339. ↑  Jones (1964) 621
340. ↑  Elton (1996) 152
341. ↑  Lee (1997) 223–4
342. ↑  Goldsworthy (2003) 209
343. ↑  Goldsworthy, Adrian, The Fall of the West: The Slow Death of the Roman Superpower, Great Britain, Weidenfeld & Nicolson, paperback edition by Orion Books Ltd, London, 2010. Published in the U.S.A. as How Rome Fell: Death of a Superpower.

## 引用出处

### 古人原著
- 阿米安努斯.玛尔切利努斯，Roman History （页面存档备份，存于） (late 4th century)
- 佐西姆斯，Historia Nova （页面存档备份，存于） (5th century)
- 罗马百官志，Augustana （页面存档备份，存于） (late 4th/early 5th century)

### 现代学者考证
- Barlow, J.; Brennan, P. . Classical Quarterly. 2001,. New Series, 51 (1): 237–254. doi:10.1093/cq/51.1.237.
- Bishop and Coulston, M.C. & J.C.N. . 2006. ISBN 1-84217-159-3.
- The Cambridge History of Greek and Roman Warfare, vol. 2: Rome from the Late Republic to the Late Empire, ed. P. Sabin, H. van Wees and L.M. Whitby (Cambridge University Press 2007) ISBN 978-0-521-85779-6
- Coulston, J.C.N. (1990) "Later Roman armour, 3rd-6th centuries AD", Journal of Roman Military Equipments Studies, 1 (1990) 139-60.
- Coello, T. . 1996.
- Cowan, Ross (2015). Roman Legionary, AD 284-337: The Age of Diocletian and Constantine the Great
- Cowan, Ross (2016). Milvian Bridge AD 312: Constantine's Battle for Empire and Faith
- Duncan-Jones, Richard. . 1990.
- Duncan-Jones, Richard. . 1994.
- Elton, Hugh. . Oxford University Press. 1996. ISBN 978-0-19-815241-5.
- Elton, Hugh. Lenski, Noel , 编. . Cambridge University Press CCOL0521818389.015. 2006.
- Goldsworthy, Adrian. . 2000.
- Goldsworthy, Adrian. . 2003.
- Goldsworthy, Adrian. . 2009.
- Hassall, Mark. . 2000.
- Heather, Peter. . 2005.
- Holder, Paul. . 2003.
- Isaac, B. . 1992.
- Jones, A.H.M. . 1964.
- Lee, A.D. . 1997.
- Lendon, J.E. . 2005. ISBN 978-0-300-11979-4.
- Luttwak, Edward. . 1976.
- Mattingly, David. . 2006.
- Nicasie, M.J. . 1998.
- Rance, Philip, "Campidoctores, vicarii vel tribuni: the senior regimental officers in the late Roman army and the rise of the campidoctor" in A.S. Lewin and P. Pellegrini (ed.), The Late Roman Army in the Near East from Diocletian to the Arab Conquest ([BAR Int. Ser. 1717] Oxford 2007) 395-409
- Rance, Philip. . Latomus. Revue d'Études Latines. 2014, 73: 474–501.
- Southern & Dixon, P. & K. . 1996. ISBN 0-300-06843-3.
- Sumner, Graham. . 2003. ISBN 978-1841765594.
- Tomlin, R. S. O. . 1988.
- Tomlin, R.S.O. (2000), 'The Legions of the Late Empire' in R.J. Brewer, Roman Fortresses and their Legions. Papers in Honour of George C. Boon (London/Cardiff 000) 159-181.
- Treadgold, Warren (1995) Byzantium and Its Army, 284-1081, Stanford: Stanford University Press.
- Webster, G. (1998) The Roman Imperial Army of the First and Second Centuries A.D. University of Oklahoma Press（英语：University of Oklahoma Press）.
- Williams, Stephen. . London: B T Batsford Ltd. 1985.
- Woods, David. . Classical Philology (University of Chicago Press). 1996, 91 (4): 365–371. doi:10.1086/367528.

## 衍生链接
- Diocletian and the Roman Army （页面存档备份，存于）
- Later Roman Battle Tactics （页面存档备份，存于）
- The Last Legion （页面存档备份，存于）
- Champions and Tradition: Single Combat in the Age of Belisarius
- Roman army reenactors （页面存档备份，存于）
- Comitatus （页面存档备份，存于） Historical reenactment and Living history（英语：Living history） group portraying the Late Roman army in northern England
- Britannia （页面存档备份，存于） Historical reenactment/Living history（英语：Living history） The largest (and oldest) Late Roman group in the UK, with members located around the country.